# Cronologia della meccanica quantistica
Questa cronologia della meccanica quantistica mostra i passaggi chiave dello sviluppo della meccanica quantistica, le teorie di campo quantistiche e la chimica quantistica.
| XIX secolo   | XIX secolo | XIX secolo |
| ------------ | --- | --- |
| 1855         | Johann Jakob Balmer scopre una formula per interpretare matematicamente le righe spettrali prodotte dall'idrogeno tramite la cosiddetta serie di Balmer. | Johann Jakob Balmer scopre una formula per interpretare matematicamente le righe spettrali prodotte dall'idrogeno tramite la cosiddetta serie di Balmer. |
| 1859         | Kirchhoff introduce il concetto di corpo nero e dimostra che il suo spettro di emissione dipende solo dalla sua temperatura. | Kirchhoff introduce il concetto di corpo nero e dimostra che il suo spettro di emissione dipende solo dalla sua temperatura. |
| 1860 al 1900 | Ludwig Eduard Boltzmann, James Clerk Maxwell e altri sviluppano la teoria della meccanica statistica. Boltzmann afferma che l'entropia è una misura del disordine. | Ludwig Eduard Boltzmann, James Clerk Maxwell e altri sviluppano la teoria della meccanica statistica. Boltzmann afferma che l'entropia è una misura del disordine. |
| 1877         | Boltzmann suggerisce che i livelli energetici di un sistema fisico potrebbero basarsi su statistiche meccaniche e argomenti matematici; produce anche il primo schema a cerchio o modello atomico di una molecola (ad esempio una molecola di gas iodio) in termini di sovrapposizione alfa e β, successivamente (1928) chiamati orbitali molecolari degli costituenti atomici. Heinrich Hertz scopre l'effetto fotoelettrico, dimostrato da Einstein nel 1905 come coinvolgere i quanti di luce. | Boltzmann suggerisce che i livelli energetici di un sistema fisico potrebbero basarsi su statistiche meccaniche e argomenti matematici; produce anche il primo schema a cerchio o modello atomico di una molecola (ad esempio una molecola di gas iodio) in termini di sovrapposizione alfa e β, successivamente (1928) chiamati orbitali molecolari degli costituenti atomici. Heinrich Hertz scopre l'effetto fotoelettrico, dimostrato da Einstein nel 1905 come coinvolgere i quanti di luce. |
| 1888         | Hertz dimostra sperimentalmente che esistono le onde elettromagnetiche, come previsto da Maxwell. Johannes Rydberg modifica la formula di Balmer per includere tutte le serie di linee spettrali nell'atomo di idrogeno, producendo la formula di Rydberg che viene impiegato dopo da Niels Bohr e altri per verificare il primo modello quantistico di atomo di Bohr. | Hertz dimostra sperimentalmente che esistono le onde elettromagnetiche, come previsto da Maxwell. Johannes Rydberg modifica la formula di Balmer per includere tutte le serie di linee spettrali nell'atomo di idrogeno, producendo la formula di Rydberg che viene impiegato dopo da Niels Bohr e altri per verificare il primo modello quantistico di atomo di Bohr. |
| 1893         | A febbraio Wilhelm Wien scopre la legge di spostamento per la radiazione di corpo nero. | A febbraio Wilhelm Wien scopre la legge di spostamento per la radiazione di corpo nero. |
| 1895         | Wilhelm Conrad Röntgen scopre i raggi X in esperimenti con fasci di elettroni nel plasma. | Wilhelm Conrad Röntgen scopre i raggi X in esperimenti con fasci di elettroni nel plasma. |
| 1896         | Antoine Henri Becquerel scopre accidentalmente la radioattività mentre indaga l'opera di Wilhelm Conrad Röntgen; scopre che i sali di uranio emettono radiazioni che assomigliavano ai raggi X di Röntgen a causa del loro potere penetrante. In un esperimento, Becquerel avvolge il campione di una sostanza fosforescente, potassio uranile solfato, in lastre fotografiche circondate da carta nera molto spessa in preparazione per un esperimento con la luce del sole; poi, con sua grande sorpresa, le lastre fotografiche divengono già esposte prima che avviasse l'esperimento, mostrando una immagine proiettata del suo campione. Pieter Zeeman osserva per primo l'effetto Zeeman facendo passare la luce emessa dall'idrogeno attraverso un campo magnetico. A giugno Wien pubblica una legge di distribuzione per la radiazione di corpo nero che è in accordo con i dati disponibili. | |
| 1896 al 1897 | Marie Curie (nata Skłodowska, studentessa di dottorato di Becquerel) indaga dei campioni di sale di uranio utilizzando un dispositivo elettrometro molto sensibile che è stato inventato 15 anni prima dal marito e da suo fratello Jacques Curie per misurare la carica elettrica. Scopre che i raggi emessi dai campioni rendono l'aria circostante elettricamente conduttiva misurando l'intensità dei raggi emessi. Nel mese di aprile 1898, attraverso una ricerca sistematica delle sostanze, scopre che i composti di torio, come quelli di uranio, emettono "raggi Becquerel", precedendo così il lavoro di Frederick Soddy e Ernest Rutherford sul decadimento nucleare del torio nel radio da tre anni. | |
| 1897         | Ivan Borgman dimostra che i raggi X e i materiali radioattivi inducono termoluminescenza. J.J.Thomson annuncia la scoperta dell’elettrone. | Ivan Borgman dimostra che i raggi X e i materiali radioattivi inducono termoluminescenza. J.J.Thomson annuncia la scoperta dell’elettrone. |
| 1899         | Ernest Rutherford, primo Barone e Lord Rutherford di Nelson, di Cambridge: durante l'indagine sulla radioattività conia il termine raggi alfa e beta nel 1899 per descrivere i due tipi di radiazioni emesse dal torio e dai sali di uranio. | Ernest Rutherford, primo Barone e Lord Rutherford di Nelson, di Cambridge: durante l'indagine sulla radioattività conia il termine raggi alfa e beta nel 1899 per descrivere i due tipi di radiazioni emesse dal torio e dai sali di uranio. |
| XX secolo    | | |
| 1900         | Per spiegare la radiazione di corpo nero (1862), Max Planck suggerisce che l'energia elettromagnetica potrebbe essere emessa solo in forma quantizzata, ossia l'energia potrebbe essere solo un multiplo di un'unità elementare E = hv, dove h è la costante di Planck e ν è la frequenza della radiazione. A settembre l’insuccesso della legge di distribuzione di Wien viene confermato al di là di ogni dubbio nella regione del lontano infrarosso dello spettro di corpo nero. A ottobre Planck annuncia la sua legge di radiazione di corpo nero a una riunione della società tedesca di fisica a Berlino. Il 14 dicembre Planck Presenta la deduzione della sua legge di radiazione di corpo nero in una conferenza la società tedesca di fisica. L’introduzione del quanto di energia viene quasi avvertita. E considerata, tutt’al più, un gioco di prestigio tipico dei teorici da eliminare in seguito. | Per spiegare la radiazione di corpo nero (1862), Max Planck suggerisce che l'energia elettromagnetica potrebbe essere emessa solo in forma quantizzata, ossia l'energia potrebbe essere solo un multiplo di un'unità elementare E = hv, dove h è la costante di Planck e ν è la frequenza della radiazione. A settembre l’insuccesso della legge di distribuzione di Wien viene confermato al di là di ogni dubbio nella regione del lontano infrarosso dello spettro di corpo nero. A ottobre Planck annuncia la sua legge di radiazione di corpo nero a una riunione della società tedesca di fisica a Berlino. Il 14 dicembre Planck Presenta la deduzione della sua legge di radiazione di corpo nero in una conferenza la società tedesca di fisica. L’introduzione del quanto di energia viene quasi avvertita. E considerata, tutt’al più, un gioco di prestigio tipico dei teorici da eliminare in seguito. |
| 1902         | Per spiegare la regola dell'ottetto (1893), Gilbert Lewis sviluppa la teoria "dell'atomo cubico", in cui gli elettroni sotto forma di punti sono posizionati in un angolo di un cubo. Essa prevede che singole doppie, tripli "legami covalenti" avvengono quando due atomi sono tenuti insieme da più coppie di elettroni (una coppia per ogni legame) situato tra i due atomi. Ernest Rutherford si unisce alla McGill University nel 1900 da Frederick Soddy e insieme scoprono la trasmutazione nucleare quando comprendono nel 1902 che il torio radioattivo si sta convertendo in radio attraverso un processo di decadimento nucleare e in gas (poi risulterà essere 4 2He); segnalano la loro interpretazione della radioattività nel 1903. | Per spiegare la regola dell'ottetto (1893), Gilbert Lewis sviluppa la teoria "dell'atomo cubico", in cui gli elettroni sotto forma di punti sono posizionati in un angolo di un cubo. Essa prevede che singole doppie, tripli "legami covalenti" avvengono quando due atomi sono tenuti insieme da più coppie di elettroni (una coppia per ogni legame) situato tra i due atomi. Ernest Rutherford si unisce alla McGill University nel 1900 da Frederick Soddy e insieme scoprono la trasmutazione nucleare quando comprendono nel 1902 che il torio radioattivo si sta convertendo in radio attraverso un processo di decadimento nucleare e in gas (poi risulterà essere 4 2He); segnalano la loro interpretazione della radioattività nel 1903. |
| 1903         | Antoine Becquerel, Pierre e Marie Curie condividono nel 1903 il Premio Nobel per la fisica per i loro lavori sulla radioattività spontanea. | Antoine Becquerel, Pierre e Marie Curie condividono nel 1903 il Premio Nobel per la fisica per i loro lavori sulla radioattività spontanea. |
| 1904         | Richard Abegg rileva che il pattern della differenza numerica tra la valenza massima positiva, come +6 per H2SO4, e la valenza massima negativa, come ad esempio −2 per H2S, di un elemento tendono ad essere otto (Regola di Abegg). | Richard Abegg rileva che il pattern della differenza numerica tra la valenza massima positiva, come +6 per H2SO4, e la valenza massima negativa, come ad esempio −2 per H2S, di un elemento tendono ad essere otto (Regola di Abegg). |
| 1905         | Albert Einstein spiega l'effetto fotoelettrico (riportato nel 1887 da Heinrich Hertz), cioè che illuminando alcuni materiali essi possono espellere degli elettroni dal materiale. Egli postula, come sulla base delle ipotesi dei quanti di Planck (1900), che la luce stessa è costituita da singole particelle quantistiche (fotoni). Einstein spiega gli effetti del moto browniano come causato dall'energia cinetica (cioè, dal movimento) degli atomi; in seguito, la sua teoria verrà verificata sperimentalmente da Jean Baptiste Perrin, risolvendo così una disputa secolare sulla validità della teoria atomica di John Dalton. A settembre sugli Annalen der Physik Einstein pubblica l’articolo l’Elettro dinamica dei corpi in movimento, che delinea la teoria della relatività ristretta, in cui si teorizzano equivalenza l'equivalenza della materia e dell'energia. | |
| 1906         | A dicembre sugli Annalen der Physik viene pubblicato l’articolo di Einstein sulla teoria quantistica dei calori specifici. | |
| 1907 al 1917 | Ernest Rutherford: per testare il suo modello planetario del 1904, in seguito noto come il modello di Rutherford, ha inviato un fascio di particelle alfa cariche positivamente su una lamina d'oro notando che alcuni rimbalzavano indietro, dimostrando così che un atomo possiede piccole dimensioni mentre il nucleo atomico al centro possiede carica positiva. Tuttavia, ricevette nel 1908 il Premio Nobel per la Chimica "per le sue ricerche sulla disgregazione degli elementi, e la chimica delle sostanze radioattive", cui ha fatto seguito il lavoro di Marie Curie, non per il suo modello planetario dell'atomo; egli è anche ampiamente accreditato come il primo ad aver "scisso l'atomo" nel 1917. | Ernest Rutherford: per testare il suo modello planetario del 1904, in seguito noto come il modello di Rutherford, ha inviato un fascio di particelle alfa cariche positivamente su una lamina d'oro notando che alcuni rimbalzavano indietro, dimostrando così che un atomo possiede piccole dimensioni mentre il nucleo atomico al centro possiede carica positiva. Tuttavia, ricevette nel 1908 il Premio Nobel per la Chimica "per le sue ricerche sulla disgregazione degli elementi, e la chimica delle sostanze radioattive", cui ha fatto seguito il lavoro di Marie Curie, non per il suo modello planetario dell'atomo; egli è anche ampiamente accreditato come il primo ad aver "scisso l'atomo" nel 1917. |
| 1908         | Con l’aiuto di un altro giovane assistente Hans Wilhelm Geiger conferma in estate che una particella α era un atomo di elio che aveva perduto due elettroni. | Con l’aiuto di un altro giovane assistente Hans Wilhelm Geiger conferma in estate che una particella α era un atomo di elio che aveva perduto due elettroni. |
| 1909         | Geoffrey Ingram Taylor dimostra che le figure di interferenza della luce vengono generate anche quando l'energia introdotta consisteva in un solo fotone. Questa scoperta della dualità onda-particella di materia e di energia è fondamentale per il successivo sviluppo della teoria quantistica dei campi. Geiger e Marsden pubblicano i risultati degli esperimenti sulle particelle, riscontrando diversi comportamenti tra materiali diversi, indice di una differente composizione atomica. A settembre Einstein va a Salisburgo dove tiene davanti all’élite della fisica tedesca (Gesellschaft Deutscher Naturforscher und Ärtze) una relazione: “Sullo sviluppo delle vostre vedute in merito alla natura e alla costituzione della radiazione.” Egli afferma che: “la prossima fase nello sviluppo della fisica teorica ci porterà una teoria della luce che potrebbe essere concepita come una sorta di fusione della teoria ondulatoria e di quella dell’emissione.” | Geoffrey Ingram Taylor dimostra che le figure di interferenza della luce vengono generate anche quando l'energia introdotta consisteva in un solo fotone. Questa scoperta della dualità onda-particella di materia e di energia è fondamentale per il successivo sviluppo della teoria quantistica dei campi. Geiger e Marsden pubblicano i risultati degli esperimenti sulle particelle, riscontrando diversi comportamenti tra materiali diversi, indice di una differente composizione atomica. A settembre Einstein va a Salisburgo dove tiene davanti all’élite della fisica tedesca (Gesellschaft Deutscher Naturforscher und Ärtze) una relazione: “Sullo sviluppo delle vostre vedute in merito alla natura e alla costituzione della radiazione.” Egli afferma che: “la prossima fase nello sviluppo della fisica teorica ci porterà una teoria della luce che potrebbe essere concepita come una sorta di fusione della teoria ondulatoria e di quella dell’emissione.” |
| 1909 al 1916 | Einstein dimostra che, se la legge di Planck di radiazione del corpo nero è accettata, i quanti di energia devono anche determinare il momento p = h / λ, rendendole particelle a tutti gli effetti. | Einstein dimostra che, se la legge di Planck di radiazione del corpo nero è accettata, i quanti di energia devono anche determinare il momento p = h / λ, rendendole particelle a tutti gli effetti. |
| 1911         | Lise Meitner e Otto Hahn eseguono un esperimento che dimostra che le energie degli elettroni emessi dal decadimento beta avevano un continuo anziché uno spettro discreto. Ciò è in apparente contraddizione con la legge di conservazione dell'energia, poiché sembrava che l'energia si fosse persa nel processo di decadimento beta. Un secondo problema è che lo spin degli atomi dell'azoto-14 era 1, in contrasto con la previsione di Rutherford di ½. Queste anomalie sono poi sono state spiegate con le scoperte del neutrino e del neutrone. Ștefan Procopiu compie esperimenti con cui determina il valore corretto del momento di dipolo magnetico dell'elettrone μB = 9.27×10−21 erg·Oe−1 (nel 1913 è anche stato in grado di calcolare un valore teorico del magnetone di Bohr basandosi sulla teoria dei quanti di Planck). Sir Ernest Rutherford diventa noto come "il padre della fisica nucleare": con il suo modello atomico nucleare conduce l'esplorazione della fisica nucleare. Ernest Rutherford spiega l'esperimento di Geiger-Marsden invocando un modello di atomo nucleare da cui è derivata la sezione a croce di Rutherford. A marzo annuncia la scoperta del nucleo atomico a una riunione di Manchester in Inghilterra. A luglio Antonius Johannes van den Broek scrisse una breve lettera alla rivista Nature in cui sosteneva che la carica nucleare di un particolare elemento fosse determinata dal suo numero atomico e non dal suo peso. | Lise Meitner e Otto Hahn eseguono un esperimento che dimostra che le energie degli elettroni emessi dal decadimento beta avevano un continuo anziché uno spettro discreto. Ciò è in apparente contraddizione con la legge di conservazione dell'energia, poiché sembrava che l'energia si fosse persa nel processo di decadimento beta. Un secondo problema è che lo spin degli atomi dell'azoto-14 era 1, in contrasto con la previsione di Rutherford di ½. Queste anomalie sono poi sono state spiegate con le scoperte del neutrino e del neutrone. Ștefan Procopiu compie esperimenti con cui determina il valore corretto del momento di dipolo magnetico dell'elettrone μB = 9.27×10−21 erg·Oe−1 (nel 1913 è anche stato in grado di calcolare un valore teorico del magnetone di Bohr basandosi sulla teoria dei quanti di Planck). Sir Ernest Rutherford diventa noto come "il padre della fisica nucleare": con il suo modello atomico nucleare conduce l'esplorazione della fisica nucleare. Ernest Rutherford spiega l'esperimento di Geiger-Marsden invocando un modello di atomo nucleare da cui è derivata la sezione a croce di Rutherford. A marzo annuncia la scoperta del nucleo atomico a una riunione di Manchester in Inghilterra. A luglio Antonius Johannes van den Broek scrisse una breve lettera alla rivista Nature in cui sosteneva che la carica nucleare di un particolare elemento fosse determinata dal suo numero atomico e non dal suo peso. |
| 1912         | Victor Franz Hess scopre l'esistenza della radiazione cosmica. Henri Poincaré pubblica un influente argomento matematico a sostegno della natura essenziale dei quanti di energia. | Victor Franz Hess scopre l'esistenza della radiazione cosmica. Henri Poincaré pubblica un influente argomento matematico a sostegno della natura essenziale dei quanti di energia. |
| 1913         | Robert Millikan pubblica i risultati del suo Esperimento della goccia d'olio, con cui si determina con precisione la carica elettrica dell'elettrone. La determinazione dell'unità fondamentale della carica elettrica rende possibile calcolare la costante di Avogadro (che è il numero di atomi o molecole in una mole di qualsiasi sostanza) e quindi per determinare il peso atomico degli atomi di ciascun elemento. Ștefan Procopiu pubblica un documento teorico con il corretto valore del momento di dipolo magnetico dell'elettrone μB. Bohr ottiene teoricamente il valore del momento di dipolo magnetico dell'elettrone μB come conseguenza del suo modello dell'atomo. A luglio sul Philosophical Magazine appare il primo articolo di una trilogia in cui Bohr enuncia la teoria quantistica dell’atomo di idrogeno. A settembre presenta la sua nuova teoria dell’atomo quantistico alla riunione annuale della British Association for the advancement of Science tenuta a Birmingham in Inghilterra. Johannes Stark e Antonino Lo Surdo scoprono autonomamente lo spostamento e la divisione delle righe spettrali di atomi e molecole a causa della presenza della sorgente luminosa in un campo elettrico statico esterno. Per spiegare la formula di Rydberg (1888), che correttamente teorizza gli spettri di emissione di luce dell'atomo di idrogeno, Bohr ipotizza che gli elettroni caricati negativamente ruotino attorno ad un nucleo carico positivamente a determinate distanze "quantistiche" fisse e che ciascuna di queste "orbite sferiche" ha un'energia specifica ad esso associata, tale che i movimenti degli elettroni tra le orbite richiedano emissioni "quantistiche" o assorbimenti di energia. | |
| 1914         | James Franck e Gustav Hertz riportano la loro esperienza sulle collisioni dell'elettrone con atomi di mercurio, che fornisce una nuova prova del modello quantizzato di Bohr e dei livelli di energia atomica. | James Franck e Gustav Hertz riportano la loro esperienza sulle collisioni dell'elettrone con atomi di mercurio, che fornisce una nuova prova del modello quantizzato di Bohr e dei livelli di energia atomica. |
| 1915         | Einstein presenta all'Accademia Prussiana delle Scienze quelle che adesso sono conosciute come le equazioni di campo di Einstein. Queste equazioni specificano come la geometria dello spazio e del tempo sia influenzata dalla materia presente, e costituiscono il nucleo della Teoria Generale della Relatività di Einstein. Sebbene questa teoria non sia direttamente applicabile alla meccanica quantistica, i teorici della gravità quantistica cercano di conciliarle. | Einstein presenta all'Accademia Prussiana delle Scienze quelle che adesso sono conosciute come le equazioni di campo di Einstein. Queste equazioni specificano come la geometria dello spazio e del tempo sia influenzata dalla materia presente, e costituiscono il nucleo della Teoria Generale della Relatività di Einstein. Sebbene questa teoria non sia direttamente applicabile alla meccanica quantistica, i teorici della gravità quantistica cercano di conciliarle. |
| 1916         | Paul Epstein and Karl Schwarzschild, lavorano in modo indipendente, derivando le equazioni per l'effetto Stark lineare e la quadratica in idrogeno. Per spiegare l'effetto Zeeman (1896), vale a dire che le righe spettrali di assorbimento atomico o emissione cambiano quando la sorgente luminosa è sottoposta ad un campo magnetico, Arnold Sommerfeld suggerisce che ci potrebbero essere delle "orbite ellittiche" negli atomi oltre alle orbite sferiche. Egli aggiunge il numero quantico magnetico all’originario modello atomico di Bohr. A luglio Einstein ricomincia lavorare sulla teoria quantistica scopre fenomeni dell’emissione spontanea indotta da un fotone da parte di un atomo. | Paul Epstein and Karl Schwarzschild, lavorano in modo indipendente, derivando le equazioni per l'effetto Stark lineare e la quadratica in idrogeno. Per spiegare l'effetto Zeeman (1896), vale a dire che le righe spettrali di assorbimento atomico o emissione cambiano quando la sorgente luminosa è sottoposta ad un campo magnetico, Arnold Sommerfeld suggerisce che ci potrebbero essere delle "orbite ellittiche" negli atomi oltre alle orbite sferiche. Egli aggiunge il numero quantico magnetico all’originario modello atomico di Bohr. A luglio Einstein ricomincia lavorare sulla teoria quantistica scopre fenomeni dell’emissione spontanea indotta da un fotone da parte di un atomo. |
| 1918         | Sir Ernest Rutherford si accorge che, quando le particelle alfa sono sparate in gas di azoto, i suoi rivelatori a scintillazione mostrano le firme dei nuclei di idrogeno. Rutherford determina che l'unico posto da cui questo idrogeno possa provenire da era l'azoto, e quindi l'azoto deve contenere nuclei di idrogeno. Si suggerisce quindi che il nucleo di idrogeno, che è noto per avere un numero atomico 1, sia una particella elementare, che decide come devono essere i protoni ipotizzati da Eugen Goldstein. Hermann Klaus Hugo Weyl introduce il concetto di strumento e una teoria di gauge. | Sir Ernest Rutherford si accorge che, quando le particelle alfa sono sparate in gas di azoto, i suoi rivelatori a scintillazione mostrano le firme dei nuclei di idrogeno. Rutherford determina che l'unico posto da cui questo idrogeno possa provenire da era l'azoto, e quindi l'azoto deve contenere nuclei di idrogeno. Si suggerisce quindi che il nucleo di idrogeno, che è noto per avere un numero atomico 1, sia una particella elementare, che decide come devono essere i protoni ipotizzati da Eugen Goldstein. Hermann Klaus Hugo Weyl introduce il concetto di strumento e una teoria di gauge. |
| 1919         | Basandosi sul lavoro di Lewis (1916), Irving Langmuir conia il termine "covalente" e postula che si coordinano legami covalenti quando due elettroni di una coppia di atomi vengono da entrambi gli atomi e sono condivisi in modo paritetico da loro, spiegando così la natura fondamentale del legame chimico e molecolare. | Basandosi sul lavoro di Lewis (1916), Irving Langmuir conia il termine "covalente" e postula che si coordinano legami covalenti quando due elettroni di una coppia di atomi vengono da entrambi gli atomi e sono condivisi in modo paritetico da loro, spiegando così la natura fondamentale del legame chimico e molecolare. |
| 1921         | Frederick Soddy riceve il Premio Nobel per la Chimica del 1921: "Per i suoi contributi alla nostra conoscenza della chimica di sostanze radioattive, e le sue indagini sull'origine e la natura degli isotopi"; | Frederick Soddy riceve il Premio Nobel per la Chimica del 1921: "Per i suoi contributi alla nostra conoscenza della chimica di sostanze radioattive, e le sue indagini sull'origine e la natura degli isotopi"; |
| 1922         | Arthur Compton constata che le lunghezze d'onda dei raggi X aumentano a causa della dispersione di energia radiante da elettroni liberi. I quanti dispersi hanno meno energia rispetto ai quanti del raggio originale. Questa scoperta, nota come effetto Compton o dispersione Compton, dimostra il concetto di particella di radiazione elettromagnetica. Otto Stern e Walther Gerlach eseguono l'esperimento Stern-Gerlach, che rileva i valori discreti di momento angolare per atomi allo stato fondamentale, che passa attraverso un campo magnetico disomogeneo e porta alla scoperta dello spin dell'elettrone. Bohr aggiorna il suo modello dell'atomo per spiegare meglio le proprietà della tabella periodica assumendo che certi numeri di elettroni (per esempio 2, 8 e 18) corrispondevano a stabili "gusci chiusi", presagendo la teoria orbitale. Frederick Soddy scrive del suo Nobel: "L'interpretazione della radioattività che è stata pubblicata nel 1903 da Sir Ernest Rutherford e a me attribuito il fenomeno della disintegrazione spontanea degli atomi della radio-elemento, in cui una parte dell'atomo originale era violentemente espulso come una particella luminosa, e il resto formò un tipo completamente nuovo di un atomo con distinte caratteristiche chimiche e fisiche". | |
| 1923         | Pierre Auger scopre l'effetto Auger, dove la mancanza di un riempimento all'interno del guscio di un atomo è accompagnata dall'emissione di un elettrone dallo stesso atomo. Louis de Broglie estende la dualità onda-particella, postulando che gli elettroni in movimento sono associati a delle onde. Si prevede che le lunghezze d'onda siano date da h della costante di Planck diviso per la quantità di moto del mv = p dell'elettrone: λ = h / mv = h / p Gilbert Lewis crea la teoria degli acidi e basi di Lewis basate sulle proprietà degli elettroni nelle molecole, definendo un acido come quello che accetta una coppia di elettroni solitaria da una base. A maggio viene pubblicato l’esauriente rapporto di Arthur Compton sulla sua scoperta della diffusione dei fotoni di raggi X a opera degli elettroni atomici. L’effetto Compton, come viene chiamato, è considerata una prova incontrovertibile a favore dell’ipotesi dei quanti di luce formulata da Einstein nel 1905. | Pierre Auger scopre l'effetto Auger, dove la mancanza di un riempimento all'interno del guscio di un atomo è accompagnata dall'emissione di un elettrone dallo stesso atomo. Louis de Broglie estende la dualità onda-particella, postulando che gli elettroni in movimento sono associati a delle onde. Si prevede che le lunghezze d'onda siano date da h della costante di Planck diviso per la quantità di moto del mv = p dell'elettrone: λ = h / mv = h / p Gilbert Lewis crea la teoria degli acidi e basi di Lewis basate sulle proprietà degli elettroni nelle molecole, definendo un acido come quello che accetta una coppia di elettroni solitaria da una base. A maggio viene pubblicato l’esauriente rapporto di Arthur Compton sulla sua scoperta della diffusione dei fotoni di raggi X a opera degli elettroni atomici. L’effetto Compton, come viene chiamato, è considerata una prova incontrovertibile a favore dell’ipotesi dei quanti di luce formulata da Einstein nel 1905. |
| 1924         | Satyendra Nath Bose spiega la legge di Planck con una nuova legge statistica che governa i bosoni, e Einstein prevede il Condensato di Bose-Einstein. La teoria diviene nota come statistica di Bose Einstein. Wolfgang Pauli delinea il principio di esclusione di Pauli, che stabilisce che due fermioni identici non possono occupare lo stesso stato quantico contemporaneamente, un fatto che spiega molte caratteristiche della tavola periodica. A febbraio Max Born, Hendrik Kramers e John Slater (BKS), in un tentativo di contrastare l’ipotesi dei quanti di luce e di Einstein, propongono che nei processi atomici energia si conservi soltanto in senso statistico. L’idea di BKS viene confutata sperimentalmente nell’aprile maggio 1925. A novembre De Broglie discute con successo la sua tesi di dottorato che estende alla materia il dualismo onda particella. Avendo ricevuto una copia della tesi dal relatore di De Broglie, Einstein aveva già dato la sua approvazione. | Satyendra Nath Bose spiega la legge di Planck con una nuova legge statistica che governa i bosoni, e Einstein prevede il Condensato di Bose-Einstein. La teoria diviene nota come statistica di Bose Einstein. Wolfgang Pauli delinea il principio di esclusione di Pauli, che stabilisce che due fermioni identici non possono occupare lo stesso stato quantico contemporaneamente, un fatto che spiega molte caratteristiche della tavola periodica. A febbraio Max Born, Hendrik Kramers e John Slater (BKS), in un tentativo di contrastare l’ipotesi dei quanti di luce e di Einstein, propongono che nei processi atomici energia si conservi soltanto in senso statistico. L’idea di BKS viene confutata sperimentalmente nell’aprile maggio 1925. A novembre De Broglie discute con successo la sua tesi di dottorato che estende alla materia il dualismo onda particella. Avendo ricevuto una copia della tesi dal relatore di De Broglie, Einstein aveva già dato la sua approvazione. |
| 1925         | George Uhlenbeck e Samuel Goudsmit postulano l'esistenza dello spin dell'elettrone. Friedrich Hund delinea la cosiddetta regola di Hund di massima Molteplicità che afferma che quando gli elettroni vengono aggiunti successivamente ad un atomo, molti livelli o orbite sono singolarmente occupate il più possibile prima di ogni accoppiamento degli elettroni con spin opposto. Ciò che si verifica determina la distinzione tra gli elettroni interni in molecole che permangono in orbitali atomici e la valenza degli elettroni necessaria per coinvolgere gli orbitali molecolari di entrambi i nuclei. Werner Heisenberg, Max Born, e Pascual Jordan sviluppano la formulazione meccanica delle matrici della Meccanica Quantistica A gennaio Pauli scopre il principio di esclusione A giugno Heisenberg, per riprendersi da un grave attacco di febbre da fieno, va nell’isoletta di Helgoland nel Mare del Nord. Durante il suo soggiorno compie primi passi fondamentali verso la meccanica delle matrici, la sua versione dell’agognata teoria della meccanica quantistica. A settembre viene pubblicato sulla rivista Zeitschrift für Physik il primo pionieristico articolo di Heisenberg sulla meccanica delle matrici, Su una reinterpretazione quantum-teorica di relazioni cinematiche e meccaniche A novembre Pauli applica la meccanica delle matrici all’atomo di idrogeno. Viene poi pubblicato nel marzo 1926 A dicembre durante un incontro segreto con l’ex amante nella località sciistica di Arosa in Svizzera, Schrödinger costruisce quella che sarà la sua famosa equazione. | George Uhlenbeck e Samuel Goudsmit postulano l'esistenza dello spin dell'elettrone. Friedrich Hund delinea la cosiddetta regola di Hund di massima Molteplicità che afferma che quando gli elettroni vengono aggiunti successivamente ad un atomo, molti livelli o orbite sono singolarmente occupate il più possibile prima di ogni accoppiamento degli elettroni con spin opposto. Ciò che si verifica determina la distinzione tra gli elettroni interni in molecole che permangono in orbitali atomici e la valenza degli elettroni necessaria per coinvolgere gli orbitali molecolari di entrambi i nuclei. Werner Heisenberg, Max Born, e Pascual Jordan sviluppano la formulazione meccanica delle matrici della Meccanica Quantistica A gennaio Pauli scopre il principio di esclusione A giugno Heisenberg, per riprendersi da un grave attacco di febbre da fieno, va nell’isoletta di Helgoland nel Mare del Nord. Durante il suo soggiorno compie primi passi fondamentali verso la meccanica delle matrici, la sua versione dell’agognata teoria della meccanica quantistica. A settembre viene pubblicato sulla rivista Zeitschrift für Physik il primo pionieristico articolo di Heisenberg sulla meccanica delle matrici, Su una reinterpretazione quantum-teorica di relazioni cinematiche e meccaniche A novembre Pauli applica la meccanica delle matrici all’atomo di idrogeno. Viene poi pubblicato nel marzo 1926 A dicembre durante un incontro segreto con l’ex amante nella località sciistica di Arosa in Svizzera, Schrödinger costruisce quella che sarà la sua famosa equazione. |
| 1926         | Lewis conia il termine fotone in una lettera alla rivista scientifica Nature, che deriva dalla parola greca luce, φως (traslitterato phos) Oskar Klein e Walter Gordon dichiarano loro equazione d'onda quantistica relativistica, poi chiamata equazione di Klein-Gordon. Enrico Fermi scopre il teorema spin-statistica. Paul Dirac introduce la statistica di Fermi-Dirac. Erwin Schrödinger utilizza il postulato di De Broglie (1924) per sviluppare un'equazione d'onda che rappresenta matematicamente la distribuzione di una carica di un elettrone distribuita attraverso lo spazio, essendo una simmetria sferica e importante in certe direzioni, ossia per diretti legami di valenza, che dà valori corretti per righe spettrali dell'atomo di idrogeno; introduce anche l'operatore Hamiltoniano in meccanica quantistica. Paul Epstein riconsidera l'effetto Stark lineare e quadratico dal punto di vista della nuova teoria quantistica, utilizzando le equazioni di Schrödinger e altro. Le equazioni derivate per le intensità di linea sono un deciso miglioramento rispetto ai risultati precedenti ottenuti da Hans Kramers A febbraio viene pubblicato sulla “Zeitschrift für Physik” cui era stato presentato il novembre 1925 il lavoro scritto da Heisenberg, Born e Pascual Jordan, che fornisce un resoconto particolareggiato sulla struttura matematica della meccanica delle matrici. A luglio Born propone l’interpretazione probabilistica della funzione d’onda. Schrödinger tiene una conferenza A Monaco e durante il dibattito Heisenberg critica i punti deboli della meccanica ondulatoria. A settembre Dirac va a Copenaghen e durante il suo soggiorno elabora la teoria delle trasformazioni, la quale mostra che la meccanica ondulatoria di Schrödinger e la meccanica delle matrici di Heisenberg sono casi particolari di una formulazione più generale della meccanica quantistica. John von Neumann pone le basi matematiche della meccanica quantistica nei termini degli operatori Hermitiani su spazi di Hilbert. | Lewis conia il termine fotone in una lettera alla rivista scientifica Nature, che deriva dalla parola greca luce, φως (traslitterato phos) Oskar Klein e Walter Gordon dichiarano loro equazione d'onda quantistica relativistica, poi chiamata equazione di Klein-Gordon. Enrico Fermi scopre il teorema spin-statistica. Paul Dirac introduce la statistica di Fermi-Dirac. Erwin Schrödinger utilizza il postulato di De Broglie (1924) per sviluppare un'equazione d'onda che rappresenta matematicamente la distribuzione di una carica di un elettrone distribuita attraverso lo spazio, essendo una simmetria sferica e importante in certe direzioni, ossia per diretti legami di valenza, che dà valori corretti per righe spettrali dell'atomo di idrogeno; introduce anche l'operatore Hamiltoniano in meccanica quantistica. Paul Epstein riconsidera l'effetto Stark lineare e quadratico dal punto di vista della nuova teoria quantistica, utilizzando le equazioni di Schrödinger e altro. Le equazioni derivate per le intensità di linea sono un deciso miglioramento rispetto ai risultati precedenti ottenuti da Hans Kramers A febbraio viene pubblicato sulla “Zeitschrift für Physik” cui era stato presentato il novembre 1925 il lavoro scritto da Heisenberg, Born e Pascual Jordan, che fornisce un resoconto particolareggiato sulla struttura matematica della meccanica delle matrici. A luglio Born propone l’interpretazione probabilistica della funzione d’onda. Schrödinger tiene una conferenza A Monaco e durante il dibattito Heisenberg critica i punti deboli della meccanica ondulatoria. A settembre Dirac va a Copenaghen e durante il suo soggiorno elabora la teoria delle trasformazioni, la quale mostra che la meccanica ondulatoria di Schrödinger e la meccanica delle matrici di Heisenberg sono casi particolari di una formulazione più generale della meccanica quantistica. John von Neumann pone le basi matematiche della meccanica quantistica nei termini degli operatori Hermitiani su spazi di Hilbert. |
| 1927         | Werner Heisenberg formula il principio di indeterminazione quantistica Max Born sviluppa l'interpretazione di Copenaghen della natura probabilistica delle funzioni d'onda. Born e J. Robert Oppenheimer introducono l'approssimazione Born-Oppenheimer, che permette la rapida approssimazione dell'energia e della funzione d'onda di molecole più piccole. Walter Heitler e Fritz Londra introducono i concetti di legame di valenza applicandolo alla molecola di idrogeno. Thomas e Fermi sviluppano il modello di Thomas-Fermi per un gas in una scatola. Chandrasekhara Venkata Raman studia il fotone ottico a diffusione dagli elettroni. Dirac afferma la sua equazione d'onda dell'elettrone quantistico relativistico, l'equazione di Dirac. Charles G. Darwin e Walter Gordon risolvono l'equazione di Dirac per un potenziale di Coulomb. Charles Drummond Ellis (insieme a James Chadwick e colleghi), stabiliscono chiaramente che lo spettro di decadimento beta è continuo e non discreto, presentando un problema che sarà successivamente risolto teorizzando (e più tardi scoprendo) l'esistenza del neutrino. Walter Heitler utilizza l'equazione d'onda di Schrödinger per mostrare come due funzioni d'onda dell'atomo di idrogeno si uniscono in modo da formare un legame covalente. Robert Mulliken lavora, in coordinamento con Hund, per sviluppare una teoria degli orbitali molecolari con cui gli elettroni vengono assegnati agli stati che si estendono su un'intera molecola e, nel 1932, introduce diverse nuove terminologie degli orbitali molecolari, come legame σ, legame π, e il legame δ. Eugene Wigner relaziona sulle degenerazioni degli stati quantistici di rappresentazioni irriducibili di gruppi di simmetria. Hermann Klaus Hugo Weyl scopre in collaborazione con il suo allievo Fritz Peter un teorema fondamentale di analisi armonica, il teorema di Peter-Weyl, rilevante per rappresentazioni collettive della teoria quantistica (compresa la riducibilità completa di rappresentazioni unitarie di un gruppo topologico compatto); introduce la quantizzazione di Weyl. A gennaio Clinton Davisson e Lester Germer, riuscendo a produrre la diffrazione degli elettroni, ottengono prove conclusive del fatto del dualismo onda particella vale anche per la materia. Arthur Compton riceve il premio Nobel per la scoperta dell’effetto Compton. A novembre George Thomson, figlio di J. J. Thomson, lo scopritore dell’elettrone, riferisce di aver ottenuto la diffrazione degli elettroni con una tecnica diversa da quella di Clinton Davisson e Lester Germer. | Werner Heisenberg formula il principio di indeterminazione quantistica Max Born sviluppa l'interpretazione di Copenaghen della natura probabilistica delle funzioni d'onda. Born e J. Robert Oppenheimer introducono l'approssimazione Born-Oppenheimer, che permette la rapida approssimazione dell'energia e della funzione d'onda di molecole più piccole. Walter Heitler e Fritz Londra introducono i concetti di legame di valenza applicandolo alla molecola di idrogeno. Thomas e Fermi sviluppano il modello di Thomas-Fermi per un gas in una scatola. Chandrasekhara Venkata Raman studia il fotone ottico a diffusione dagli elettroni. Dirac afferma la sua equazione d'onda dell'elettrone quantistico relativistico, l'equazione di Dirac. Charles G. Darwin e Walter Gordon risolvono l'equazione di Dirac per un potenziale di Coulomb. Charles Drummond Ellis (insieme a James Chadwick e colleghi), stabiliscono chiaramente che lo spettro di decadimento beta è continuo e non discreto, presentando un problema che sarà successivamente risolto teorizzando (e più tardi scoprendo) l'esistenza del neutrino. Walter Heitler utilizza l'equazione d'onda di Schrödinger per mostrare come due funzioni d'onda dell'atomo di idrogeno si uniscono in modo da formare un legame covalente. Robert Mulliken lavora, in coordinamento con Hund, per sviluppare una teoria degli orbitali molecolari con cui gli elettroni vengono assegnati agli stati che si estendono su un'intera molecola e, nel 1932, introduce diverse nuove terminologie degli orbitali molecolari, come legame σ, legame π, e il legame δ. Eugene Wigner relaziona sulle degenerazioni degli stati quantistici di rappresentazioni irriducibili di gruppi di simmetria. Hermann Klaus Hugo Weyl scopre in collaborazione con il suo allievo Fritz Peter un teorema fondamentale di analisi armonica, il teorema di Peter-Weyl, rilevante per rappresentazioni collettive della teoria quantistica (compresa la riducibilità completa di rappresentazioni unitarie di un gruppo topologico compatto); introduce la quantizzazione di Weyl. A gennaio Clinton Davisson e Lester Germer, riuscendo a produrre la diffrazione degli elettroni, ottengono prove conclusive del fatto del dualismo onda particella vale anche per la materia. Arthur Compton riceve il premio Nobel per la scoperta dell’effetto Compton. A novembre George Thomson, figlio di J. J. Thomson, lo scopritore dell’elettrone, riferisce di aver ottenuto la diffrazione degli elettroni con una tecnica diversa da quella di Clinton Davisson e Lester Germer. |
| 1928         | Linus Pauling delinea la natura del legame chimico: utilizza il modello di legame covalente della meccanica quantistica di Heitler per delineare la base quantistica per ogni tipo di struttura molecolare e di legame e suggerisce che i diversi tipi di obbligazioni nelle molecole possono essere interpretate col rapido spostamento degli elettroni, un processo chiamato "risonanza" (1931), tale che gli ibridi di risonanza contengono contributi delle diverse possibili configurazioni elettroniche. Friedrich Hund e Robert Mulliken introducono il concetto di orbitali molecolari. Born e Vladimir Fock formulano e dimostrano il teorema adiabatico, che afferma che un sistema fisico rimane nel suo autostato istantaneo se una data perturbazione sta agendo su di essa abbastanza lentamente e se vi è un divario tra l'autovalore e il resto dello spettro della hamiltoniana. | Linus Pauling delinea la natura del legame chimico: utilizza il modello di legame covalente della meccanica quantistica di Heitler per delineare la base quantistica per ogni tipo di struttura molecolare e di legame e suggerisce che i diversi tipi di obbligazioni nelle molecole possono essere interpretate col rapido spostamento degli elettroni, un processo chiamato "risonanza" (1931), tale che gli ibridi di risonanza contengono contributi delle diverse possibili configurazioni elettroniche. Friedrich Hund e Robert Mulliken introducono il concetto di orbitali molecolari. Born e Vladimir Fock formulano e dimostrano il teorema adiabatico, che afferma che un sistema fisico rimane nel suo autostato istantaneo se una data perturbazione sta agendo su di essa abbastanza lentamente e se vi è un divario tra l'autovalore e il resto dello spettro della hamiltoniana. |
| 1929         | Oskar Klein scopre il paradosso di Klein. Oskar Klein e Yoshio Nishina derivano la sezione Klein-Nishina per lo scattering di fotoni ad alta energia dagli elettroni Sir Nevill Mott deriva la sezione trasversale della croce di Mott per la diffusione di Coulomb degli elettroni relativistici John Lennard-Jones introduce la combinazione lineare degli orbitali atomici approssimandoli per il calcolo degli orbitali molecolari. Fritz Houtermans e Roberto d'escourt Atkinson propongono l'idea che le stelle rilasciano energia da fusione nucleare | Oskar Klein scopre il paradosso di Klein. Oskar Klein e Yoshio Nishina derivano la sezione Klein-Nishina per lo scattering di fotoni ad alta energia dagli elettroni Sir Nevill Mott deriva la sezione trasversale della croce di Mott per la diffusione di Coulomb degli elettroni relativistici John Lennard-Jones introduce la combinazione lineare degli orbitali atomici approssimandoli per il calcolo degli orbitali molecolari. Fritz Houtermans e Roberto d'escourt Atkinson propongono l'idea che le stelle rilasciano energia da fusione nucleare |
| 1930         | Dirac ipotizza l'esistenza del positrone. Viene pubblicato il libro di Dirac Principi della meccanica quantistica, diventando un libro di riferimento standard che viene usato ancora oggi. Erich Hückel introduce il metodo degli orbitali molecolari di Hückel, che si espande sulla teoria orbitale per determinare le energie degli elettroni pi nei sistemi di idrocarburi coniugati. Fritz London spiega le forze di van der Waals attribuite alla interazione fluttuante di momenti di dipolo tra le molecole. Pauli suggerisce in una famosa lettera che, oltre agli elettroni e i protoni, gli atomi contengono anche una particella neutra estremamente leggera che si chiama "neutrone". Egli suggerisce che questo "neutrone" è anche emesso durante decadimento beta e non è semplicemente stato ancora osservato. In seguito si è stabilito che questa particella è in realtà il neutrino quasi priva di massa. | Dirac ipotizza l'esistenza del positrone. Viene pubblicato il libro di Dirac Principi della meccanica quantistica, diventando un libro di riferimento standard che viene usato ancora oggi. Erich Hückel introduce il metodo degli orbitali molecolari di Hückel, che si espande sulla teoria orbitale per determinare le energie degli elettroni pi nei sistemi di idrocarburi coniugati. Fritz London spiega le forze di van der Waals attribuite alla interazione fluttuante di momenti di dipolo tra le molecole. Pauli suggerisce in una famosa lettera che, oltre agli elettroni e i protoni, gli atomi contengono anche una particella neutra estremamente leggera che si chiama "neutrone". Egli suggerisce che questo "neutrone" è anche emesso durante decadimento beta e non è semplicemente stato ancora osservato. In seguito si è stabilito che questa particella è in realtà il neutrino quasi priva di massa. |
| 1931         | John Lennard-Jones propone il potenziale interatomico Lennard-Jones. Walther Bothe e Herbert Becker scoprono che se le particelle alfa molto energetiche emesse dal polonio ricadono su alcuni elementi leggeri, in particolare il berillio, il boro o il litio, vengono prodotti da una radiazione insolitamente penetrante. Dapprima questa radiazione è stata supposta essere la radiazione gamma, anche se è più penetrante degli eventuali raggi gamma conosciuti, e i dettagli dei risultati sperimentali sono molto difficili da interpretare su questa base. Alcuni scienziati cominciano a ipotizzare la possibile esistenza di un'altra particella fondamentale. Erich Hückel ridefinisce la proprietà dell'aromaticità in un contesto di meccanica quantistica, introducendo il 4n+2, o la regola di Hückel, che prevede sia una molecola organica ad anello planare che avrà proprietà aromatiche. Ernst Ruska crea il primo microscopio elettronico. Ernest Lawrence crea il primo ciclotrone e fonda il Radiation Laboratory, poi il Lawrence Berkeley National Laboratory; nel 1939 riceve il Premio Nobel per la Fisica per il suo lavoro sul ciclotrone. | |
| 1932         | Irène Joliot-Curie e Frédéric Joliot mostrano che se la radiazione sconosciuta generata da particelle alfa cade sulla paraffina o qualsiasi altro composto contenente idrogeno, questi espelle protoni di altissima energia. Ciò non è di per sé incompatibile con la natura dei raggi gamma proposta per la nuova radiazione, ma l'analisi quantitativa dettagliata dei dati rende sempre più difficile conciliare tale ipotesi. James Chadwick esegue una serie di esperimenti che dimostrano che l'ipotesi dei raggi gamma per la radiazione sconosciuta prodotta da particelle alfa è insostenibile e che le nuove particelle devono essere i neutroni ipotizzati da Fermi. Werner Heisenberg applica la teoria delle perturbazioni per il problema dei due elettroni per mostrare come la risonanza derivante dallo scambio degli elettroni può spiegare le forze di scambio. Mark Oliphant traendo spunto dalle esperienze di trasmutazione di Ernest Rutherford eseguite qualche anno prima, osserva la fusione dei nuclei leggeri (gli isotopi di idrogeno). Le fasi del ciclo principale della fusione nucleare nelle stelle verranno successivamente elaborate da Hans Bethe nel prossimo decennio. Carl D. Anderson dimostra sperimentalmente l'esistenza del positrone. Viene pubblicato in Germania il libro di John von Neumann, I fondamenti matematici della meccanica quantistica. Contiene la sua famosa “dimostrazione di impossibilità”, per cui nessuna teoria variabili nascoste può riprodurre le predizione della meccanica quantistica. | |
| 1933         | A seguito degli esperimenti di Chadwick, Fermi rinomina i "neutroni" di Pauli in neutrino per distinguerli dalla teoria del neutrone, molto più massiccio di Chadwick. Leo Szilard teorizza per primo il concetto di una reazione nucleare a catena. Egli brevetterà l'idea di un semplice reattore nucleare l'anno successivo. | A seguito degli esperimenti di Chadwick, Fermi rinomina i "neutroni" di Pauli in neutrino per distinguerli dalla teoria del neutrone, molto più massiccio di Chadwick. Leo Szilard teorizza per primo il concetto di una reazione nucleare a catena. Egli brevetterà l'idea di un semplice reattore nucleare l'anno successivo. |
| 1934         | Fermi pubblica un modello di grande successo del decadimento beta in cui vengono prodotti i neutrini. Studia inoltre gli effetti del bombardamento degli isotopi di uranio con neutroni. NN Semyonov sviluppa la teoria della catena quantitativa della reazione chimica, che sarà la base di varie tecnologie che utilizzano l'incenerimento di miscele gassose. L'idea è utilizzata anche per la descrizione della reazione nucleare. Irène Joliot-Curie e Frédéric Joliot-Curie scoprono la radioattività artificiale e vengono assegnati congiuntamente del Premio Nobel per la Chimica nel 1935. | Fermi pubblica un modello di grande successo del decadimento beta in cui vengono prodotti i neutrini. Studia inoltre gli effetti del bombardamento degli isotopi di uranio con neutroni. NN Semyonov sviluppa la teoria della catena quantitativa della reazione chimica, che sarà la base di varie tecnologie che utilizzano l'incenerimento di miscele gassose. L'idea è utilizzata anche per la descrizione della reazione nucleare. Irène Joliot-Curie e Frédéric Joliot-Curie scoprono la radioattività artificiale e vengono assegnati congiuntamente del Premio Nobel per la Chimica nel 1935. |
| 1935         | Hermann Klaus Hugo Weyl introduce e caratterizza con Richard Bauer il concetto di spinore a n-dimensioni. Einstein, Boris Podolsky e Nathan Rosen descrivono il paradosso EPR che sfida la completezza della meccanica quantistica come è stata teorizzata fino a quel momento. Supponendo che il realismo locale sia valido, hanno dimostrato che non ci sarebbe bisogno dei parametri nascosti per spiegare come misurando lo stato quantistico di una particella si potrebbe influenzare lo stato quantistico di un'altra particella senza apparente contatto tra loro. Schrödinger sviluppa l'esperimento mentale del gatto di Schrödinger. Esso illustra quello che ha considerato come i problemi dell'interpretazione di Copenaghen della meccanica quantistica, se particelle subatomiche possono essere in due stati quantici contraddittori in una sola volta. Hideki Yukawa formula la sua ipotesi del potenziale Yukawa e prevede l'esistenza del pione, affermando che un tale potenziale risulta dallo scambio di un campo scalare massiccio, come si troverebbe nel campo del pione. Prima dell'articolo di Yukawa, si credeva che i campi scalari delle forze fondamentali richiedessero particelle prive di massa. | Hermann Klaus Hugo Weyl introduce e caratterizza con Richard Bauer il concetto di spinore a n-dimensioni. Einstein, Boris Podolsky e Nathan Rosen descrivono il paradosso EPR che sfida la completezza della meccanica quantistica come è stata teorizzata fino a quel momento. Supponendo che il realismo locale sia valido, hanno dimostrato che non ci sarebbe bisogno dei parametri nascosti per spiegare come misurando lo stato quantistico di una particella si potrebbe influenzare lo stato quantistico di un'altra particella senza apparente contatto tra loro. Schrödinger sviluppa l'esperimento mentale del gatto di Schrödinger. Esso illustra quello che ha considerato come i problemi dell'interpretazione di Copenaghen della meccanica quantistica, se particelle subatomiche possono essere in due stati quantici contraddittori in una sola volta. Hideki Yukawa formula la sua ipotesi del potenziale Yukawa e prevede l'esistenza del pione, affermando che un tale potenziale risulta dallo scambio di un campo scalare massiccio, come si troverebbe nel campo del pione. Prima dell'articolo di Yukawa, si credeva che i campi scalari delle forze fondamentali richiedessero particelle prive di massa. |
| 1936         | Alexandru Proca pubblica prima di Hideki Yukawa le sue equazioni di campo quantistiche relativistiche per un massiccio vettore mesone di spin-1 come base per le forze nucleari. Garrett Birkhoff e John von Neumann introducono la logica quantistica, nel tentativo di riconciliare l'apparente inconsistenza della classica, la logica booleana con il principio di indeterminazione della meccanica quantistica di Heisenberg applicati, ad esempio, per la misura del complementare (non commutabile) osservabili in quantistica meccanica, come la posizione e le quantità di moto; gli attuali sistemi di logica quantistica riguardano la logica a più valori non commutativa e non associativa. Carl D. Anderson scopre i muoni, mentre sta studiando le radiazioni cosmiche. | Alexandru Proca pubblica prima di Hideki Yukawa le sue equazioni di campo quantistiche relativistiche per un massiccio vettore mesone di spin-1 come base per le forze nucleari. Garrett Birkhoff e John von Neumann introducono la logica quantistica, nel tentativo di riconciliare l'apparente inconsistenza della classica, la logica booleana con il principio di indeterminazione della meccanica quantistica di Heisenberg applicati, ad esempio, per la misura del complementare (non commutabile) osservabili in quantistica meccanica, come la posizione e le quantità di moto; gli attuali sistemi di logica quantistica riguardano la logica a più valori non commutativa e non associativa. Carl D. Anderson scopre i muoni, mentre sta studiando le radiazioni cosmiche. |
| 1937         | Carl Anderson sperimentalmente dimostra l'esistenza del pione. Hermann Arthur Jahn e Edward Teller dimostrano, utilizzando la teoria dei gruppi, che le molecole degenerate non lineari sono instabili. Il teorema Jahn-Teller afferma in sostanza che ogni molecola non lineare con uno stato fondamentale elettronico degenere subirà una distorsione geometrica che rimuove tale degenerazione, perché la distorsione abbassa l'energia complessiva. Quest'ultimo processo è chiamato l'effetto Jahn-Teller; questo effetto è stato recentemente considerato anche in relazione al meccanismo di superconduttività in YBCO e altri superconduttori ad alta temperatura. I dettagli dell'effetto Jahn-Teller vengono presentati con alcuni esempi e dati EPR nel libro di Abragam e Bleaney (1970). | Carl Anderson sperimentalmente dimostra l'esistenza del pione. Hermann Arthur Jahn e Edward Teller dimostrano, utilizzando la teoria dei gruppi, che le molecole degenerate non lineari sono instabili. Il teorema Jahn-Teller afferma in sostanza che ogni molecola non lineare con uno stato fondamentale elettronico degenere subirà una distorsione geometrica che rimuove tale degenerazione, perché la distorsione abbassa l'energia complessiva. Quest'ultimo processo è chiamato l'effetto Jahn-Teller; questo effetto è stato recentemente considerato anche in relazione al meccanismo di superconduttività in YBCO e altri superconduttori ad alta temperatura. I dettagli dell'effetto Jahn-Teller vengono presentati con alcuni esempi e dati EPR nel libro di Abragam e Bleaney (1970). |
| 1938         | Charles Coulson determina il primo calcolo accurato di una funzione d'onda orbitale molecolare con la molecola di idrogeno. Otto Hahn e Fritz Strassmann, suo assistente, inviano un manoscritto di Naturwissenschaften riferendo di aver rilevato del bario dopo il bombardamento dell'uranio con neutroni. Hahn chiama questo nuovo fenomeno una 'rottura' del nucleo di uranio. Allo stesso tempo, Hahn comunica tali risultati a Lise Meitner. Meitner e suo nipote Otto Robert Frisch, interpretano correttamente questi risultati come una fissione nucleare. Frisch conferma sperimentalmente ciò il 13 gennaio 1939. | Charles Coulson determina il primo calcolo accurato di una funzione d'onda orbitale molecolare con la molecola di idrogeno. Otto Hahn e Fritz Strassmann, suo assistente, inviano un manoscritto di Naturwissenschaften riferendo di aver rilevato del bario dopo il bombardamento dell'uranio con neutroni. Hahn chiama questo nuovo fenomeno una 'rottura' del nucleo di uranio. Allo stesso tempo, Hahn comunica tali risultati a Lise Meitner. Meitner e suo nipote Otto Robert Frisch, interpretano correttamente questi risultati come una fissione nucleare. Frisch conferma sperimentalmente ciò il 13 gennaio 1939. |
| 1939         | Leó Szilárd e Fermi scoprono la moltiplicazione dei neutroni nell'uranio, dimostrando che una reazione a catena è davvero possibile. | Leó Szilárd e Fermi scoprono la moltiplicazione dei neutroni nell'uranio, dimostrando che una reazione a catena è davvero possibile. |
| 1942         | Kan-Chang Wang propone l'uso della cattura dell'elettrone K per rilevare sperimentalmente i neutrini. Un team guidato da Enrico Fermi crea la prima reazione nucleare artificiale a catena autosostenuta, chiamato Chicago Pile-1, sotto le gradinate del Campo Stagg presso l'Università di Chicago il 2 dicembre 1942. | Kan-Chang Wang propone l'uso della cattura dell'elettrone K per rilevare sperimentalmente i neutrini. Un team guidato da Enrico Fermi crea la prima reazione nucleare artificiale a catena autosostenuta, chiamato Chicago Pile-1, sotto le gradinate del Campo Stagg presso l'Università di Chicago il 2 dicembre 1942. |
| 1942 al 1946 | J. Robert Oppenheimer conduce con successo il Progetto Manhattan, prevede l'effetto tunnel e propone il processo Oppenheimer-Phillips a fusione nucleare. | |
| 1945         | Il Progetto Manhattan produce la prima esplosione a fissione nucleare il 16 luglio 1945 nel test Trinity nel New Mexico. John Archibald Wheeler e Richard Feynman danno origine alla teoria dell'assorbitore di Wheeler-Feynman, un'interpretazione dell'elettrodinamica che presuppone che le particelle elementari non sono auto-interagenti. | |
| 1946         | Theodor V. Ionescu e Vasile Mihu riportano la costruzione del primo maser a idrogeno mediante l'emissione stimolata di radiazione in idrogeno molecolare. | |
| 1947         | Willis Lamb e Robert Retherford misurano una piccola differenza di energia tra i livelli di energia 2S1/2 e 2P1/2 dell'atomo di idrogeno, noto come lo spostamento di Lamb. George Rochester e Clifford Charles Butler pubblicano due fotografie della camera a nebbia di eventi a raggi cosmici indotti, una che mostra quello che sembra essere una particella neutra che decade in due pioni carichi, e una che sembra essere una particella carica in decadimento in un pione carico e qualcosa di neutro. La massa stimata di nuove particelle è molto difficile, circa la metà della massa di un protone. Altri esempi di queste "V-particelle" è che sono lente e hanno preso il nome di kaoni. | |
| 1948         | Shin'ichirō Tomonaga e Julian Schwinger indipendentemente introducono la rinormalizzazione perturbativa come metodo di correzione lagrangiana originale di una teoria di campo quantistica in modo da eliminare una serie di infiniti termini che altrimenti darebbero altri risultati. Richard Feynman enuncia il percorso di formulazione integrale della meccanica quantistica. | Shin'ichirō Tomonaga e Julian Schwinger indipendentemente introducono la rinormalizzazione perturbativa come metodo di correzione lagrangiana originale di una teoria di campo quantistica in modo da eliminare una serie di infiniti termini che altrimenti darebbero altri risultati. Richard Feynman enuncia il percorso di formulazione integrale della meccanica quantistica. |
| 1949         | Freeman Dyson determina l'equivalenza delle due formulazioni di elettrodinamica quantistica: la schematica integrale dei percorsi di Feynman e il metodo dell'operatore sviluppato da Julian Schwinger e Tomonaga. Un sottoprodotto di tale dimostrazione è l'invenzione della serie di Dyson. | Freeman Dyson determina l'equivalenza delle due formulazioni di elettrodinamica quantistica: la schematica integrale dei percorsi di Feynman e il metodo dell'operatore sviluppato da Julian Schwinger e Tomonaga. Un sottoprodotto di tale dimostrazione è l'invenzione della serie di Dyson. |
| 1951         | Clemens CJ Roothaan e George G. Sala derivano le equazioni di Roothaan, ponendo rigorosi metodi orbitali molecolari su una solida base. Edward Teller, fisico e "padre della bomba all'idrogeno", e Stanisław Ulam, matematico, sono segnalati per aver scritto congiuntamente nel marzo 1951 un rapporto riservato su "Lenti idrodinamiche e radiazione specchio" che determina il passo successivo nel Progetto Manhattan. Felix Bloch e Edward Mills Purcell ricevono il Premio Nobel per la Fisica condiviso per le loro osservazioni del fenomeno quantistico di risonanza magnetica nucleare riportato in precedenza nel 1949. Purcell riferisce il suo contributo come Ricerca sul Magnetismo Nucleare, e dà credito ai suoi colleghi come Herbert S. Gutowsky per i loro contributi NMR, così come i ricercatori teorici del magnetismo nucleare come John Hasbrouck Van Vleck. | Clemens CJ Roothaan e George G. Sala derivano le equazioni di Roothaan, ponendo rigorosi metodi orbitali molecolari su una solida base. Edward Teller, fisico e "padre della bomba all'idrogeno", e Stanisław Ulam, matematico, sono segnalati per aver scritto congiuntamente nel marzo 1951 un rapporto riservato su "Lenti idrodinamiche e radiazione specchio" che determina il passo successivo nel Progetto Manhattan. Felix Bloch e Edward Mills Purcell ricevono il Premio Nobel per la Fisica condiviso per le loro osservazioni del fenomeno quantistico di risonanza magnetica nucleare riportato in precedenza nel 1949. Purcell riferisce il suo contributo come Ricerca sul Magnetismo Nucleare, e dà credito ai suoi colleghi come Herbert S. Gutowsky per i loro contributi NMR, così come i ricercatori teorici del magnetismo nucleare come John Hasbrouck Van Vleck. |
| 1951 e 1952  | al Progetto Manhattan, il primo esperimento pianificato di reazione termonucleare viene eseguito con successo nella primavera del 1951 a Eniwetok, basato sul lavoro di Edward Teller e il Dr. Hans A. Bethe. Il Laboratorio di Los Alamos propone una data del novembre 1952 per una bomba all'idrogeno, prova a grandezza naturale che viene apparentemente eseguita. | al Progetto Manhattan, il primo esperimento pianificato di reazione termonucleare viene eseguito con successo nella primavera del 1951 a Eniwetok, basato sul lavoro di Edward Teller e il Dr. Hans A. Bethe. Il Laboratorio di Los Alamos propone una data del novembre 1952 per una bomba all'idrogeno, prova a grandezza naturale che viene apparentemente eseguita. |
| 1952         | Albert W. Overhauser formula una teoria della polarizzazione nucleare dinamica, anche noto come effetto Overhauser; altri contendenti sono la successiva teoria di Ionel Solomon del 1955 che include le equazioni di Solomon per la dinamica di spin accoppiata, e quella di R. Kaiser nel 1963. L'effetto generale di Overhauser viene dapprima dimostrato sperimentalmente da TR Carver e Charles P. Slichter nel 1953 Donald Glaser crea la camera a bolle, che consente il rilevamento di particelle cariche elettricamente circondandole da una bolla. Le proprietà delle particelle come il momento può essere determinato studiando i loro percorsi elicoidali. Glaser riceve il premio Nobel nel 1960 per la sua invenzione. | Albert W. Overhauser formula una teoria della polarizzazione nucleare dinamica, anche noto come effetto Overhauser; altri contendenti sono la successiva teoria di Ionel Solomon del 1955 che include le equazioni di Solomon per la dinamica di spin accoppiata, e quella di R. Kaiser nel 1963. L'effetto generale di Overhauser viene dapprima dimostrato sperimentalmente da TR Carver e Charles P. Slichter nel 1953 Donald Glaser crea la camera a bolle, che consente il rilevamento di particelle cariche elettricamente circondandole da una bolla. Le proprietà delle particelle come il momento può essere determinato studiando i loro percorsi elicoidali. Glaser riceve il premio Nobel nel 1960 per la sua invenzione. |
| 1953         | Charles Hard Townes, collaborando con James P. Gordon, e H J Zeiger, costruisce il primo maser ammoniaca; riceve il premio Nobel nel 1964 per il suo successo sperimentale nella produzione di radiazione coerente da atomi e molecole. | Charles Hard Townes, collaborando con James P. Gordon, e H J Zeiger, costruisce il primo maser ammoniaca; riceve il premio Nobel nel 1964 per il suo successo sperimentale nella produzione di radiazione coerente da atomi e molecole. |
| 1954         | Chen Ning Yang e Robert Mills derivano una teoria di gauge per i gruppi non Abeliani, che porta alla formulazione di successo di entrambe le unificazioni e alla quantistica cromodinamica elettrodebole. | Chen Ning Yang e Robert Mills derivano una teoria di gauge per i gruppi non Abeliani, che porta alla formulazione di successo di entrambe le unificazioni e alla quantistica cromodinamica elettrodebole. |
| 1955         | Ionel Solomon sviluppa la prima teoria di risonanza magnetica nucleare del dipolo magnetico accoppiato a spin nucleari e del effetto nucleare Overhauser. | Ionel Solomon sviluppa la prima teoria di risonanza magnetica nucleare del dipolo magnetico accoppiato a spin nucleari e del effetto nucleare Overhauser. |
| 1955 e 1956  | Murray Gell-Mann e Kazuhiko Nishijima derivano autonomamente la formula di Gell-Mann-Nishijima, che riguarda il numero barionico, la stranezza e l'isospin degli adroni alla carica, portando infine alla classificazione sistematica degli adroni e in ultima analisi, al modello a quark della composizione adroni. | Murray Gell-Mann e Kazuhiko Nishijima derivano autonomamente la formula di Gell-Mann-Nishijima, che riguarda il numero barionico, la stranezza e l'isospin degli adroni alla carica, portando infine alla classificazione sistematica degli adroni e in ultima analisi, al modello a quark della composizione adroni. |
| 1956         | P. Kuroda prevede che le reazioni nucleari a catena autosufficienti devono avvenire in giacimenti di uranio naturale. Chien-Shiung Wu effettua l'esperimento di Wu, in cui osserva la violazione di parità nel decadimento del cobalto-60, dimostrando che la violazione parità è presente nelle interazioni deboli. Clyde L. Cowan e Frederick Reines dimostrano sperimentalmente l'esistenza del neutrino. | P. Kuroda prevede che le reazioni nucleari a catena autosufficienti devono avvenire in giacimenti di uranio naturale. Chien-Shiung Wu effettua l'esperimento di Wu, in cui osserva la violazione di parità nel decadimento del cobalto-60, dimostrando che la violazione parità è presente nelle interazioni deboli. Clyde L. Cowan e Frederick Reines dimostrano sperimentalmente l'esistenza del neutrino. |
| 1957         | John Bardeen, Leon Cooper e Robert Schrieffer propongono la loro teoria BCS quantistica della superconduttività a bassa temperatura, per cui ricevono il premio Nobel nel 1972. La teoria rappresenta la superconduttività come un fenomeno di coerenza quantistica macroscopica che coinvolge fononi accoppiati a coppie di elettroni con spin opposto William Alfred Fowler, Margaret Burbidge, Geoffrey Burbidge, e Fred Hoyle, nella loro articolo 1957 Sintesi degli elementi nelle stelle, mostrano che le abbondanze sono sostanzialmente in tutto, ma gli elementi chimici più leggeri possono essere spiegati con il processo di nucleosintesi nelle stelle. Hugh Everett formula l'interpretazione a molti mondi della meccanica quantistica, in cui si afferma che ogni possibile esito quantistico è realizzato in divergenti, non comunicanti universi paralleli in sovrapposizione quantistica. | John Bardeen, Leon Cooper e Robert Schrieffer propongono la loro teoria BCS quantistica della superconduttività a bassa temperatura, per cui ricevono il premio Nobel nel 1972. La teoria rappresenta la superconduttività come un fenomeno di coerenza quantistica macroscopica che coinvolge fononi accoppiati a coppie di elettroni con spin opposto William Alfred Fowler, Margaret Burbidge, Geoffrey Burbidge, e Fred Hoyle, nella loro articolo 1957 Sintesi degli elementi nelle stelle, mostrano che le abbondanze sono sostanzialmente in tutto, ma gli elementi chimici più leggeri possono essere spiegati con il processo di nucleosintesi nelle stelle. Hugh Everett formula l'interpretazione a molti mondi della meccanica quantistica, in cui si afferma che ogni possibile esito quantistico è realizzato in divergenti, non comunicanti universi paralleli in sovrapposizione quantistica. |
| 1958 e 1959  | L'angolo magico di spin è descritto da Edward Raymond Andrew, A. Bradbury, e RG Eades, e indipendentemente nel 1959 da IJ Lowe. | L'angolo magico di spin è descritto da Edward Raymond Andrew, A. Bradbury, e RG Eades, e indipendentemente nel 1959 da IJ Lowe. |
| 1961         | Clauss Jönsson effettua l'esperimento della doppia fenditura di Young (1909) per la prima volta con particelle diverse dai fotoni usando elettroni e con risultati simili, a conferma che le particelle massive si comportano secondo il dualismo onda-particella che è un principio fondamentale della teoria quantistica dei campi. Anatole Abragam pubblica il libro di testo fondamentale sulla teoria quantistica della risonanza magnetica nucleare dal titolo The Principles of Nuclear Magnetism Sheldon Lee Glashow estende il modello di interazione elettrodebole sviluppato da Julian Schwinger, includendo una corrente neutra a corto raggio, il Z_o. La struttura risultante di simmetria di Glashow propone, SU (2) X U (1), costituisce la base della teoria accettata delle interazioni elettrodeboli. | Clauss Jönsson effettua l'esperimento della doppia fenditura di Young (1909) per la prima volta con particelle diverse dai fotoni usando elettroni e con risultati simili, a conferma che le particelle massive si comportano secondo il dualismo onda-particella che è un principio fondamentale della teoria quantistica dei campi. Anatole Abragam pubblica il libro di testo fondamentale sulla teoria quantistica della risonanza magnetica nucleare dal titolo The Principles of Nuclear Magnetism Sheldon Lee Glashow estende il modello di interazione elettrodebole sviluppato da Julian Schwinger, includendo una corrente neutra a corto raggio, il Z_o. La struttura risultante di simmetria di Glashow propone, SU (2) X U (1), costituisce la base della teoria accettata delle interazioni elettrodeboli. |
| 1962         | Leon Lederman, Melvin Schwartz e Jack Steinberger mostrano che esiste più di un tipo di neutrino rilevando interazioni del neutrino muonico (già ipotizzato con il nome di "neutretto") Murray Gell-Mann e Yuval Ne'eman classificano in modo indipendente gli adroni secondo un sistema che Gell-Mann chiama Via dell'ottetto, e che alla fine ha portato al modello a quark (1964) della composizione di adroni. Jeffrey Goldstone, Yoichiro Nambu, Abdus Salam e Steven Weinberg sviluppano quello che oggi è conosciuto come il Teorema di Goldstone: se vi è una trasformazione di simmetria continua in cui la lagrangiana è invariante, allora o lo stato di vuoto è anche invariante per la trasformazione, o ci devono essere delle particelle senza spin di massa, in seguito chiamati bosoni Nambu-Goldstone. | |
| 1962 al 1973 | Brian David Josephson, predice correttamente l'effetto tunnel quantistico che coinvolge le correnti di superconduttori, mentre lui è uno studente di dottorato sotto la supervisione del professor Brian Pippard alla Royal Society Mond Laboratory di Cambridge, Regno Unito; successivamente, nel 1964, egli applica la sua teoria dei superconduttori accoppiati. L'effetto è poi dimostrato sperimentalmente presso il Bell Labs negli Stati Uniti. Per la sua importante scoperta dei quanti gli viene assegnato il Premio Nobel per la Fisica nel 1973. | |
| 1963         | Eugene P. Wigner pone le basi per la teoria delle simmetrie in meccanica quantistica, nonché per la ricerca di base nella struttura del nucleo atomico; rendendo importanti "contributi alla teoria del nucleo atomico e delle particelle elementari, in particolare attraverso la scoperta e l'applicazione dei principi fondamentali di simmetria". Maria Goeppert-Mayer e Hans Jensen condividono con Eugene P. Wigner metà del Premio Nobel per la Fisica nel 1963 "per le loro scoperte teoria struttura a guscio nucleare" Nicola Cabibbo sviluppa la matrice matematica con cui le prime due (e in definitiva tre) generazioni di quark possono essere previste. | Eugene P. Wigner pone le basi per la teoria delle simmetrie in meccanica quantistica, nonché per la ricerca di base nella struttura del nucleo atomico; rendendo importanti "contributi alla teoria del nucleo atomico e delle particelle elementari, in particolare attraverso la scoperta e l'applicazione dei principi fondamentali di simmetria". Maria Goeppert-Mayer e Hans Jensen condividono con Eugene P. Wigner metà del Premio Nobel per la Fisica nel 1963 "per le loro scoperte teoria struttura a guscio nucleare" Nicola Cabibbo sviluppa la matrice matematica con cui le prime due (e in definitiva tre) generazioni di quark possono essere previste. |
| 1964         | Murray Gell-Mann e George Zweig propongono autonomamente il modello a quark degli adroni, prevedendo l'arbitraria denominazione di: up, down, e quark strano. Gell-Mann è accreditato per aver coniato il termine quark, che ha trovato all'interno del libro Finnegans Wake di James Joyce. François Englert, Robert Brout, Peter Higgs, Gerald Guralnik, C. R. Hagen, e Tom Kibble postulano che in un campo quantistico fondamentale, ora chiamato il campo di Higgs, permea lo spazio e, attraverso il meccanismo di Higgs, fornisce la massa a tutte le particelle subatomiche elementari che interagiscono con essa. Mentre il campo di Higgs è postulato per conferire massa ai quark e ai leptoni, rappresenta solo una piccola parte delle masse delle altre particelle subatomiche, come i protoni e i neutroni. Di questi, i gluoni che legano i quark insieme conferiscono la maggior parte della massa delle particelle. Il risultato è ottenuto indipendentemente da tre gruppi: François Englert e Robert Brout; Peter Higgs, lavorando dalle idee di Philip Anderson; e Gerald Guralnik, Carl Richard Hagen e Tom Kibble. Sheldon Lee Glashow e James Bjorken predicono l'esistenza del quark charm. L'aggiunta viene proposta perché permette una migliore descrizione delle interazioni deboli (il meccanismo che permette ai quark e alle altre particelle di decadere), eguaglia il numero di quark noti con il numero di leptoni noti, e implica una formula di massa che correttamente riproduce le masse dei mesoni noti. John Stewart Bell espone il teorema di Bell, che utilizza i rapporti di disuguaglianza verificabili per mostrare i difetti del paradosso Einstein-Podolsky-Rosen e dimostrare che nessuna teoria fisica delle variabili locali nascoste può mai di riprodurre tutte le previsioni della meccanica quantistica. Ciò inaugura lo studio dell'entanglement quantistico, il fenomeno con cui le particelle separate condividono lo stesso stato quantistico pur essendo distanti l'una dall'altra. Nikolai G. Basov e Aleksandr M. Prokhorov condividono il Premio Nobel per la Fisica per il laser a semiconduttore e l'elettronica quantistica; condividono anche il premio con Charles Hard Townes, l'inventore del Maser di ammonio. | Murray Gell-Mann e George Zweig propongono autonomamente il modello a quark degli adroni, prevedendo l'arbitraria denominazione di: up, down, e quark strano. Gell-Mann è accreditato per aver coniato il termine quark, che ha trovato all'interno del libro Finnegans Wake di James Joyce. François Englert, Robert Brout, Peter Higgs, Gerald Guralnik, C. R. Hagen, e Tom Kibble postulano che in un campo quantistico fondamentale, ora chiamato il campo di Higgs, permea lo spazio e, attraverso il meccanismo di Higgs, fornisce la massa a tutte le particelle subatomiche elementari che interagiscono con essa. Mentre il campo di Higgs è postulato per conferire massa ai quark e ai leptoni, rappresenta solo una piccola parte delle masse delle altre particelle subatomiche, come i protoni e i neutroni. Di questi, i gluoni che legano i quark insieme conferiscono la maggior parte della massa delle particelle. Il risultato è ottenuto indipendentemente da tre gruppi: François Englert e Robert Brout; Peter Higgs, lavorando dalle idee di Philip Anderson; e Gerald Guralnik, Carl Richard Hagen e Tom Kibble. Sheldon Lee Glashow e James Bjorken predicono l'esistenza del quark charm. L'aggiunta viene proposta perché permette una migliore descrizione delle interazioni deboli (il meccanismo che permette ai quark e alle altre particelle di decadere), eguaglia il numero di quark noti con il numero di leptoni noti, e implica una formula di massa che correttamente riproduce le masse dei mesoni noti. John Stewart Bell espone il teorema di Bell, che utilizza i rapporti di disuguaglianza verificabili per mostrare i difetti del paradosso Einstein-Podolsky-Rosen e dimostrare che nessuna teoria fisica delle variabili locali nascoste può mai di riprodurre tutte le previsioni della meccanica quantistica. Ciò inaugura lo studio dell'entanglement quantistico, il fenomeno con cui le particelle separate condividono lo stesso stato quantistico pur essendo distanti l'una dall'altra. Nikolai G. Basov e Aleksandr M. Prokhorov condividono il Premio Nobel per la Fisica per il laser a semiconduttore e l'elettronica quantistica; condividono anche il premio con Charles Hard Townes, l'inventore del Maser di ammonio. |
| 1967         | Steven Weinberg e Abdus Salam pubblicano un articolo in cui descrivono la teoria di Yang-Mills utilizzando il SU (2) X U (1) Gruppo supersimmetria, ottenendo in tal modo la massa per la particella W dell'interazione debole con rottura spontanea della simmetria. | Steven Weinberg e Abdus Salam pubblicano un articolo in cui descrivono la teoria di Yang-Mills utilizzando il SU (2) X U (1) Gruppo supersimmetria, ottenendo in tal modo la massa per la particella W dell'interazione debole con rottura spontanea della simmetria. |
| 1968         | Alla Stanford University: esperimenti di scattering anelastico profondo presso lo SLAC mostrano che il protone contiene, oggetti puntiformi molto più piccoli che non lo rendono una particella elementare. I fisici, al momento sono riluttanti a identificare questi oggetti con i quark, chiamandoli partoni - un termine coniato da Richard Feynman. Gli oggetti che si osservano allo SLAC saranno successivamente identificati come quark up e down. Tuttavia, "partone" rimane in uso come termine collettivo per i componenti di adroni (quark, antiquark e gluoni). L'esistenza del quark strange è indirettamente convalidato dagli esperimenti di scattering dello SLAC: non solo è una componente necessaria di Gell-Mann e un modello a tre quark di Zweig, ma fornisce una spiegazione per il kaone (K) e il pione (π) adroni scoperti nei raggi cosmici nel 1947. | Alla Stanford University: esperimenti di scattering anelastico profondo presso lo SLAC mostrano che il protone contiene, oggetti puntiformi molto più piccoli che non lo rendono una particella elementare. I fisici, al momento sono riluttanti a identificare questi oggetti con i quark, chiamandoli partoni - un termine coniato da Richard Feynman. Gli oggetti che si osservano allo SLAC saranno successivamente identificati come quark up e down. Tuttavia, "partone" rimane in uso come termine collettivo per i componenti di adroni (quark, antiquark e gluoni). L'esistenza del quark strange è indirettamente convalidato dagli esperimenti di scattering dello SLAC: non solo è una componente necessaria di Gell-Mann e un modello a tre quark di Zweig, ma fornisce una spiegazione per il kaone (K) e il pione (π) adroni scoperti nei raggi cosmici nel 1947. |
| 1969 al 1977 | Sir Nevill Mott e Philip Warren Anderson pubblicano delle teorie quantistiche per gli elettroni nei solidi non cristallini, come occhiali e semiconduttori amorfi; ricevendo nel 1977 il premio Nobel per la Fisica per le loro indagini sulla struttura elettronica di sistemi magnetici e disordinati, che consentono lo sviluppo di dispositivi di commutazione e di memoria elettronica nei computer. Il premio è condiviso con John Hasbrouck Van Vleck per i suoi contributi alla comprensione del comportamento degli elettroni nei solidi magnetici; stabilendo i fondamenti della teoria della meccanica quantistica del magnetismo e della teoria del campo cristallino (legame chimico in complessi metallici) ed è considerato il padre del moderno magnetismo. | Sir Nevill Mott e Philip Warren Anderson pubblicano delle teorie quantistiche per gli elettroni nei solidi non cristallini, come occhiali e semiconduttori amorfi; ricevendo nel 1977 il premio Nobel per la Fisica per le loro indagini sulla struttura elettronica di sistemi magnetici e disordinati, che consentono lo sviluppo di dispositivi di commutazione e di memoria elettronica nei computer. Il premio è condiviso con John Hasbrouck Van Vleck per i suoi contributi alla comprensione del comportamento degli elettroni nei solidi magnetici; stabilendo i fondamenti della teoria della meccanica quantistica del magnetismo e della teoria del campo cristallino (legame chimico in complessi metallici) ed è considerato il padre del moderno magnetismo. |
| 1969 e 1970  | Theodor V. Ionescu, Radu Pârvan e I.C. Baianu osservano e riferiscono della stimolazione quantistica amplificata della radiazione elettromagnetica in plasmi di deuterio caldi in un campo magnetico longitudinale; pubblicano una teoria quantistica delle emissioni coerenti amplificate di onde radio e microonde da fasci di elettroni mirati accoppiati a ioni in plasmi caldi. | Theodor V. Ionescu, Radu Pârvan e I.C. Baianu osservano e riferiscono della stimolazione quantistica amplificata della radiazione elettromagnetica in plasmi di deuterio caldi in un campo magnetico longitudinale; pubblicano una teoria quantistica delle emissioni coerenti amplificate di onde radio e microonde da fasci di elettroni mirati accoppiati a ioni in plasmi caldi. |
| 1970         | Glashow, John Iliopoulos e Luciano Maiani prevedono il quark incantato che viene successivamente trovato sperimentalmente e condividono un premio Nobel per la loro previsione teorica. | Glashow, John Iliopoulos e Luciano Maiani prevedono il quark incantato che viene successivamente trovato sperimentalmente e condividono un premio Nobel per la loro previsione teorica. |
| 1971         | Martinus J. G. Veltman e Gerardus 't Hooft mostrano che, se le simmetrie della teoria di Yang-Mills sono rotte secondo il metodo suggerito da Peter Higgs, allora la teoria di Yang-Mills può essere rinormalizzata. La rinormalizzazione della teoria di Yang-Mills predice l'esistenza di una particella priva di massa, chiamata gluone, il che potrebbe spiegare la forza nucleare forte. Spiega inoltre come le particelle dell'interazione debole, i bosoni W e Z, ottengono la loro massa tramite la rottura spontanea della simmetria e l'interazione di Yukawa. | Martinus J. G. Veltman e Gerardus 't Hooft mostrano che, se le simmetrie della teoria di Yang-Mills sono rotte secondo il metodo suggerito da Peter Higgs, allora la teoria di Yang-Mills può essere rinormalizzata. La rinormalizzazione della teoria di Yang-Mills predice l'esistenza di una particella priva di massa, chiamata gluone, il che potrebbe spiegare la forza nucleare forte. Spiega inoltre come le particelle dell'interazione debole, i bosoni W e Z, ottengono la loro massa tramite la rottura spontanea della simmetria e l'interazione di Yukawa. |
| 1972         | Francis Perrin scopre i "reattori nucleari a fissione naturali" in giacimenti di uranio a Oklo, Gabon, dove l'analisi dei rapporti isotopici dimostrano che autosufficienti, si sono verificati reazioni a catena nucleare. Le condizioni alle quali un reattore nucleare naturale potrebbe esistere sono state previsti nel 1956 da P. Kuroda. | Francis Perrin scopre i "reattori nucleari a fissione naturali" in giacimenti di uranio a Oklo, Gabon, dove l'analisi dei rapporti isotopici dimostrano che autosufficienti, si sono verificati reazioni a catena nucleare. Le condizioni alle quali un reattore nucleare naturale potrebbe esistere sono state previsti nel 1956 da P. Kuroda. |
| 1973         | Frank Anthony Wilczek scopre il quark a libertà asintotica nella teoria delle interazioni forti; riceve la Medaglia Lorentz nel 2002, e il Premio Nobel per la Fisica nel 2004 per la scoperta e il suo successivo contributo alla cromodinamica quantistica. Makoto Kobayashi e Toshihide Maskawa notano che l'osservazione sperimentale della violazione di CP può essere spiegata se una coppia aggiuntiva di quark esiste. I due nuovi quark sono infine chiamati superiore e inferiore. Peter Mansfield formula la teoria fisica della risonanza magnetica nucleare (NMRI) | Frank Anthony Wilczek scopre il quark a libertà asintotica nella teoria delle interazioni forti; riceve la Medaglia Lorentz nel 2002, e il Premio Nobel per la Fisica nel 2004 per la scoperta e il suo successivo contributo alla cromodinamica quantistica. Makoto Kobayashi e Toshihide Maskawa notano che l'osservazione sperimentale della violazione di CP può essere spiegata se una coppia aggiuntiva di quark esiste. I due nuovi quark sono infine chiamati superiore e inferiore. Peter Mansfield formula la teoria fisica della risonanza magnetica nucleare (NMRI) |
| 1974         | Pier Giorgio Merli esegue l'esperimento della doppia fenditura di Young (1909) con un singolo elettrone con risultati simili, confermando l'esistenza di campi quantistici di particelle massive. Burton Richter e Samuel Ting: quark charm sono prodotti quasi contemporaneamente da due squadre nel novembre del 1974, uno allo SLAC diretto da Burton Richter, e uno presso il Brookhaven National Laboratory diretto da Samuel Ting. I quark charm sono osservati legati con antiquark charm di mesoni. Le due scoperte assegnarono indipendente ai mesoni due simboli differenti, J e ψ; così, diventa formalmente conosciuto come il mesone J/ψ. La scoperta convince finalmente la comunità dei fisici riguardo alla validità del modello a quark. | Pier Giorgio Merli esegue l'esperimento della doppia fenditura di Young (1909) con un singolo elettrone con risultati simili, confermando l'esistenza di campi quantistici di particelle massive. Burton Richter e Samuel Ting: quark charm sono prodotti quasi contemporaneamente da due squadre nel novembre del 1974, uno allo SLAC diretto da Burton Richter, e uno presso il Brookhaven National Laboratory diretto da Samuel Ting. I quark charm sono osservati legati con antiquark charm di mesoni. Le due scoperte assegnarono indipendente ai mesoni due simboli differenti, J e ψ; così, diventa formalmente conosciuto come il mesone J/ψ. La scoperta convince finalmente la comunità dei fisici riguardo alla validità del modello a quark. |
| 1975         | Martin Lewis Perl, con i suoi colleghi del gruppo SLAC-LBL, rilevano il tau in una serie di esperimenti tra il 1974 e il 1977. | Martin Lewis Perl, con i suoi colleghi del gruppo SLAC-LBL, rilevano il tau in una serie di esperimenti tra il 1974 e il 1977. |
| 1977         | Leon Lederman osserva il quark bottom con la sua squadra al Fermilab. Questa scoperta è un forte indicatore dell'esistenza del quark top: senza il quark top, il quark bottom sarebbe senza un partner che è richiesto dalla matematica della teoria. Ilya Prigogine sviluppa il disequilibrio, termodinamico e irreversibile della teoria degli operatori quantistica, in particolare la teoria del tempo superoperatore; gli viene assegnato il Premio Nobel per la Chimica nel 1977 "per i suoi contributi alla termodinamica di non equilibrio, in particolare alla teoria delle strutture dissipative" | Leon Lederman osserva il quark bottom con la sua squadra al Fermilab. Questa scoperta è un forte indicatore dell'esistenza del quark top: senza il quark top, il quark bottom sarebbe senza un partner che è richiesto dalla matematica della teoria. Ilya Prigogine sviluppa il disequilibrio, termodinamico e irreversibile della teoria degli operatori quantistica, in particolare la teoria del tempo superoperatore; gli viene assegnato il Premio Nobel per la Chimica nel 1977 "per i suoi contributi alla termodinamica di non equilibrio, in particolare alla teoria delle strutture dissipative" |
| 1977 al 1995 | Il quark top è finalmente osservato da un team al Fermilab, dopo una ricerca di 18 anni. Esso ha una massa molto maggiore di quanto precedentemente previsto - quasi grande come un atomo di oro. | Il quark top è finalmente osservato da un team al Fermilab, dopo una ricerca di 18 anni. Esso ha una massa molto maggiore di quanto precedentemente previsto - quasi grande come un atomo di oro. |
| 1978         | Pyotr Kapica osserva nuovi fenomeni nei plasmi di deuterio caldi eccitati dalle microonde di potenza elevate, nel tentativo di ottenere reazioni di fusione termonucleare controllata in tali plasma collocati in campi magnetici longitudinali, con un design a basso costo del reattore termonucleare, simile nel concetto a quello riportato da Theodor V. Ionescu et al. nel 1969. Riceve il premio Nobel per gli esperimenti di fisica a bassa temperatura su elio superfluido effettuato nel 1937 al Cavendish Laboratory di Cambridge, Regno Unito, e discute i suoi risultati sul reattore termonucleare nel suo discorso Nobel l'8 dicembre 1978. | Pyotr Kapica osserva nuovi fenomeni nei plasmi di deuterio caldi eccitati dalle microonde di potenza elevate, nel tentativo di ottenere reazioni di fusione termonucleare controllata in tali plasma collocati in campi magnetici longitudinali, con un design a basso costo del reattore termonucleare, simile nel concetto a quello riportato da Theodor V. Ionescu et al. nel 1969. Riceve il premio Nobel per gli esperimenti di fisica a bassa temperatura su elio superfluido effettuato nel 1937 al Cavendish Laboratory di Cambridge, Regno Unito, e discute i suoi risultati sul reattore termonucleare nel suo discorso Nobel l'8 dicembre 1978. |
| 1979         | Kenneth A. Rubinson e collaboratori, al Cavendish Laboratory, osservano la risonanza di onda di spin ferromagnetica a livello di anisotropia locale, vetri metallici FENiPB e interpretano le osservazioni in termini di dispersione di due-Magnoni e uno scambio di rotazione hamiltoniano, simile nella forma a quella di un ferromagnete Heisenberg. | Kenneth A. Rubinson e collaboratori, al Cavendish Laboratory, osservano la risonanza di onda di spin ferromagnetica a livello di anisotropia locale, vetri metallici FENiPB e interpretano le osservazioni in termini di dispersione di due-Magnoni e uno scambio di rotazione hamiltoniano, simile nella forma a quella di un ferromagnete Heisenberg. |
| 1980 al 1982 | Alain Aspect verifica sperimentalmente l'ipotesi dell'entanglement quantistico; i suoi esperimenti di Bell forniscono una forte evidenza che un evento quantico in una posizione può influenzare un evento in un'altra senza alcun meccanismo ovvio di comunicazione tra le due posizioni. | Alain Aspect verifica sperimentalmente l'ipotesi dell'entanglement quantistico; i suoi esperimenti di Bell forniscono una forte evidenza che un evento quantico in una posizione può influenzare un evento in un'altra senza alcun meccanismo ovvio di comunicazione tra le due posizioni. |
| 1982 al 1997 | Tokamak Fusion Test di Reactor (TFTR) a PPPL, Princeton, Stati Uniti d'America: ha operato dal 1982, producendo 10.7 MW di energia da fusione controllata per solo 0.21 s nel 1994 utilizzando T-D di fusione nucleare in un reattore tokamak con "un campo magnetico 6T toroidale per confinamento del plasma, una corrente di plasma a 3MA e una densità di elettroni di 1,0 × 1020 m-3 del 13,5 keV" | Tokamak Fusion Test di Reactor (TFTR) a PPPL, Princeton, Stati Uniti d'America: ha operato dal 1982, producendo 10.7 MW di energia da fusione controllata per solo 0.21 s nel 1994 utilizzando T-D di fusione nucleare in un reattore tokamak con "un campo magnetico 6T toroidale per confinamento del plasma, una corrente di plasma a 3MA e una densità di elettroni di 1,0 × 1020 m-3 del 13,5 keV" |
| 1983         | Carlo Rubbia e Simon van der Meer, al Super Proton Synchrotron, vedono i segnali inequivocabili di particelle W. Gli esperimenti attuali sono chiamati UA1 (guidati da Rubbia) e UA2 (guidati da Peter Jenni), e sono il frutto della collaborazione di molte persone. Simon van der Meer è la forza motrice per l'uso dell'acceleratore. UA1 e UA2 hanno trovato la particella Z pochi mesi dopo, nel maggio 1983. | Carlo Rubbia e Simon van der Meer, al Super Proton Synchrotron, vedono i segnali inequivocabili di particelle W. Gli esperimenti attuali sono chiamati UA1 (guidati da Rubbia) e UA2 (guidati da Peter Jenni), e sono il frutto della collaborazione di molte persone. Simon van der Meer è la forza motrice per l'uso dell'acceleratore. UA1 e UA2 hanno trovato la particella Z pochi mesi dopo, nel maggio 1983. |
| 1983 al 2011 | Il più grande e più potente reattore a fusione nucleare sperimentale tokamak nel mondo, Joint European Torus (JET) entra in funzione al Culham Facility nel Regno Unito; opera con impulsi T-D plasma e ha una segnalato un guadagno del fattore Q di 0,7 nel 2009, con un ingresso di 40 MW per il riscaldamento del plasma, e una calamita di ferro 2800 tonnellate per il confinamento; nel 1997 in un esperimento JET produce trizio-deuterio con 16 MW di potenza di fusione, per un totale di 22 MJ di fusione, energia e potenza di fusione costante di 4 MW che viene mantenuta per 4 secondi. | Il più grande e più potente reattore a fusione nucleare sperimentale tokamak nel mondo, Joint European Torus (JET) entra in funzione al Culham Facility nel Regno Unito; opera con impulsi T-D plasma e ha una segnalato un guadagno del fattore Q di 0,7 nel 2009, con un ingresso di 40 MW per il riscaldamento del plasma, e una calamita di ferro 2800 tonnellate per il confinamento; nel 1997 in un esperimento JET produce trizio-deuterio con 16 MW di potenza di fusione, per un totale di 22 MJ di fusione, energia e potenza di fusione costante di 4 MW che viene mantenuta per 4 secondi. |
| 1985 al 2010 | Il JT-60 (Torus Giappone) entra in funzione nel 1985 con un D-D tokamak a fusione nucleare sperimentale simile al JET; nel 2010 JT-60 detiene il record per il più alto valore di prodotto misto di fusione raggiunto: 1.77 × 1028 K·s·m−3 = 1.53 × 1021 keV · s · m-3; [62] JT-60 afferma che avrebbe un fattore di guadagno di energia equivalente, Q di 1,25 se fosse azionato con un plasma T-D invece del plasma D-D, e il 9 maggio 2006 raggiunge un tempo di mantenimento di fusione di 28,6 s in piena attività; inoltre la grande potenza di costruzione delle microonde gyrotron è completata con una capacità di uscita di 1,5 MW per 1s, [63] in modo da soddisfare le condizioni per la prevista ITER, del grande reattore a fusione nucleare. JT-60 viene smontato nel 2010 per essere trasferito in un più potente reattore a fusione nucleare - il JT-60SA -utilizzando bobine superconduttrici al niobio-titanio per il magnete a confinamento di plasma DD ultra-caldo. | Il JT-60 (Torus Giappone) entra in funzione nel 1985 con un D-D tokamak a fusione nucleare sperimentale simile al JET; nel 2010 JT-60 detiene il record per il più alto valore di prodotto misto di fusione raggiunto: 1.77 × 1028 K·s·m−3 = 1.53 × 1021 keV · s · m-3; [62] JT-60 afferma che avrebbe un fattore di guadagno di energia equivalente, Q di 1,25 se fosse azionato con un plasma T-D invece del plasma D-D, e il 9 maggio 2006 raggiunge un tempo di mantenimento di fusione di 28,6 s in piena attività; inoltre la grande potenza di costruzione delle microonde gyrotron è completata con una capacità di uscita di 1,5 MW per 1s, [63] in modo da soddisfare le condizioni per la prevista ITER, del grande reattore a fusione nucleare. JT-60 viene smontato nel 2010 per essere trasferito in un più potente reattore a fusione nucleare - il JT-60SA -utilizzando bobine superconduttrici al niobio-titanio per il magnete a confinamento di plasma DD ultra-caldo. |
| 1986         | Johannes Georg Bednorz e Karl Alexander Müller producono una prova sperimentale inequivocabile della superconduttività ad alta temperatura che coinvolge i polaroni di Jahn-Teller in ortorombica La2CuO4, YBCO e altri ossidi perovskiti; riceveranno un premio Nobel nel 1987 e forniranno la loro lezione Nobel l'8 dicembre 1987. Vladimir Gershanovich Drinfeld introduce il concetto di gruppi quantici come le algebre di Hopf nel suo discorso fondamentale sulla teoria dei quanti al Congresso Internazionale dei Matematici, e li collega allo studio delle equazioni di Yang-Baxter, che è una condizione necessaria per la solvibilità dei modelli di statistica meccanica; egli generalizza anche algebre di Hopf per algebre quasi-Hopf, e introduce lo studio di torsioni Drinfeld, che possono essere utilizzate per fattorizzare l'R-matrice corrispondente alla soluzione dell'equazione Yang-Baxter associata a un'algebra di Hopf quasi triangolare. | Johannes Georg Bednorz e Karl Alexander Müller producono una prova sperimentale inequivocabile della superconduttività ad alta temperatura che coinvolge i polaroni di Jahn-Teller in ortorombica La2CuO4, YBCO e altri ossidi perovskiti; riceveranno un premio Nobel nel 1987 e forniranno la loro lezione Nobel l'8 dicembre 1987. Vladimir Gershanovich Drinfeld introduce il concetto di gruppi quantici come le algebre di Hopf nel suo discorso fondamentale sulla teoria dei quanti al Congresso Internazionale dei Matematici, e li collega allo studio delle equazioni di Yang-Baxter, che è una condizione necessaria per la solvibilità dei modelli di statistica meccanica; egli generalizza anche algebre di Hopf per algebre quasi-Hopf, e introduce lo studio di torsioni Drinfeld, che possono essere utilizzate per fattorizzare l'R-matrice corrispondente alla soluzione dell'equazione Yang-Baxter associata a un'algebra di Hopf quasi triangolare. |
| 1988 al 1998 | Mihai Gavrilă scopre nel 1988 il nuovo fenomeno quantistico di dicotomia atomica nell'idrogeno e successivamente pubblica un libro sulla struttura atomica e la decadenza dei campi ad alta frequenza di atomi di idrogeno messi in campi laser ultra-intensi. | Mihai Gavrilă scopre nel 1988 il nuovo fenomeno quantistico di dicotomia atomica nell'idrogeno e successivamente pubblica un libro sulla struttura atomica e la decadenza dei campi ad alta frequenza di atomi di idrogeno messi in campi laser ultra-intensi. |
| 1991         | Richard R. Ernst sviluppa la spettroscopia bidimensionale nucleare con la risonanza magnetica (2D-FT NMR) per piccole molecole in soluzione e gli viene assegnato il premio Nobel per la Chimica nel 1991 "per i suoi contributi allo sviluppo della metodologia di alta risoluzione della risonanza magnetica nucleare (NMR)." | Richard R. Ernst sviluppa la spettroscopia bidimensionale nucleare con la risonanza magnetica (2D-FT NMR) per piccole molecole in soluzione e gli viene assegnato il premio Nobel per la Chimica nel 1991 "per i suoi contributi allo sviluppo della metodologia di alta risoluzione della risonanza magnetica nucleare (NMR)." |
| 1995         | Eric Cornell, Carl Wieman e Wolfgang Ketterle e i collaboratori al JILA creano il primo condensato di Bose-Einstein "puro". Lo fanno raffreddando un vapore diluito costituito da circa duemila atomi di rubidio-87 al di sotto dei 170 nK utilizzando una combinazione di raffreddamento laser e magnetico evaporativi. Circa quattro mesi dopo, con uno sforzo indipendente, guidato da Wolfgang Ketterle al MIT viene creato un condensato fatto di sodio-23. Il condensato di Ketterle ha circa un centinaio di volte più atomi, e permette di ottenere diversi risultati importanti come l'osservazione dell'interferenza quantistica tra due condensati differenti. | Eric Cornell, Carl Wieman e Wolfgang Ketterle e i collaboratori al JILA creano il primo condensato di Bose-Einstein "puro". Lo fanno raffreddando un vapore diluito costituito da circa duemila atomi di rubidio-87 al di sotto dei 170 nK utilizzando una combinazione di raffreddamento laser e magnetico evaporativi. Circa quattro mesi dopo, con uno sforzo indipendente, guidato da Wolfgang Ketterle al MIT viene creato un condensato fatto di sodio-23. Il condensato di Ketterle ha circa un centinaio di volte più atomi, e permette di ottenere diversi risultati importanti come l'osservazione dell'interferenza quantistica tra due condensati differenti. |
| 1998         | L'impianto rilevatore di Super-Kamiokande (Giappone) porta l'evidenza sperimentale delle oscillazioni dei neutrini, il che implica che almeno un neutrino ha una massa. | L'impianto rilevatore di Super-Kamiokande (Giappone) porta l'evidenza sperimentale delle oscillazioni dei neutrini, il che implica che almeno un neutrino ha una massa. |
| 1999 al 2013 | NSTX- The National Spherical Torus Experiment al PPPL, Princeton, Stati Uniti d'America lancia un progetto di fusione nucleare il 12 febbraio 1999, per "un dispositivo innovativo di fusione magnetica che è stato costruito dalla Princeton Plasma Physics Laboratory (PPPL) in collaborazione con l'Oak Ridge National Laboratory, Columbia University e l'Università di Washington a Seattle"; NSTX viene utilizzato per studiare i principi della fisica dei plasmi a forma sferica. | NSTX- The National Spherical Torus Experiment al PPPL, Princeton, Stati Uniti d'America lancia un progetto di fusione nucleare il 12 febbraio 1999, per "un dispositivo innovativo di fusione magnetica che è stato costruito dalla Princeton Plasma Physics Laboratory (PPPL) in collaborazione con l'Oak Ridge National Laboratory, Columbia University e l'Università di Washington a Seattle"; NSTX viene utilizzato per studiare i principi della fisica dei plasmi a forma sferica. |
| XXI secolo   | | |
| 2000         | Gli scienziati dell'Organizzazione Europea per la Ricerca Nucleare (CERN) pubblicano i risultati sperimentali in cui affermano di aver osservato una prova indiretta dell'esistenza di un plasma di quark e gluoni, che chiamano un "nuovo stato della materia." | Gli scienziati dell'Organizzazione Europea per la Ricerca Nucleare (CERN) pubblicano i risultati sperimentali in cui affermano di aver osservato una prova indiretta dell'esistenza di un plasma di quark e gluoni, che chiamano un "nuovo stato della materia." |
| 2001         | Il Sudbury Neutrino Observatory (Canada) conferma l'esistenza delle oscillazioni dei neutrini. Lene Hau ferma completamente un fascio di luce in un condensato di Bose-Einstein. | Il Sudbury Neutrino Observatory (Canada) conferma l'esistenza delle oscillazioni dei neutrini. Lene Hau ferma completamente un fascio di luce in un condensato di Bose-Einstein. |
| 2002         | Leonid Vaynerman organizza un incontro a Strasburgo di fisici teorici e matematici incentrato sul gruppo quantistico e su applicazioni quantistiche di gruppo; gli atti del convegno sono stati pubblicati nel 2003 in un libro edito da l'organizzatore della riunione. | Leonid Vaynerman organizza un incontro a Strasburgo di fisici teorici e matematici incentrato sul gruppo quantistico e su applicazioni quantistiche di gruppo; gli atti del convegno sono stati pubblicati nel 2003 in un libro edito da l'organizzatore della riunione. |
| 2003         | Sir Anthony James Leggett riceve il premio Nobel per la Fisica 2003 per i contributi pionieristici alla teoria quantistica dei superconduttori e i superfluidi come l'elio-3, condiviso con V. L. Ginzburg e A. A. Abrikosov. | Sir Anthony James Leggett riceve il premio Nobel per la Fisica 2003 per i contributi pionieristici alla teoria quantistica dei superconduttori e i superfluidi come l'elio-3, condiviso con V. L. Ginzburg e A. A. Abrikosov. |
| 2005         | L'acceleratore RHIC del Brookhaven National Laboratory genera un fluido di quark e gluoni, forse il plasma di quark e gluoni. | L'acceleratore RHIC del Brookhaven National Laboratory genera un fluido di quark e gluoni, forse il plasma di quark e gluoni. |
| 2007 al 2010 | Alain Aspect, Anton Zeilinger e John Clauser presentano i progressi con la risoluzione dell'aspetto di non-località della teoria quantistica e nel 2010 ricevono il Premio Wolf per la Fisica. | Alain Aspect, Anton Zeilinger e John Clauser presentano i progressi con la risoluzione dell'aspetto di non-località della teoria quantistica e nel 2010 ricevono il Premio Wolf per la Fisica. |
| 2007         | A Charles Pence Slichter gli viene conferita la National Medal of Science nel 2007 per i suoi studi sulla Risonanza Magnetica Nucleare nei solidi, e in particolare i suoi studi NMR dei superconduttori ad alta temperatura. | A Charles Pence Slichter gli viene conferita la National Medal of Science nel 2007 per i suoi studi sulla Risonanza Magnetica Nucleare nei solidi, e in particolare i suoi studi NMR dei superconduttori ad alta temperatura. |
| 2008         | Il Lithium Tokamak Experiment (LTX) inizia nel settembre 2008. | |
| 2009         | Aaron D. O'Connell inventa la prima macchina quantistica, applicando la meccanica quantistica a un oggetto macroscopico abbastanza grande da essere visibile ad occhio nudo, che è capace di far vibrare una piccola quantità e grandi quantità simultaneamente. | |
| 2010         | Andre Geim e Konstantin Novoselov ricevono il premio Nobel per la fisica "per i loro innovativi esperimenti riguardanti il grafene materiale bidimensionale". | |
| 2011         | Zachary Dutton dimostra come i fotoni possono coesistere nei superconduttori. | |
| 2014         | Gli scienziati trasferiscono i dati con il teletrasporto quantistico su una distanza di 10 piedi con tasso di errore pari al zero per cento, un passo fondamentale verso un internet quantistico. | Gli scienziati trasferiscono i dati con il teletrasporto quantistico su una distanza di 10 piedi con tasso di errore pari al zero per cento, un passo fondamentale verso un internet quantistico. |
| 2016         | Risolto il paradosso delle traiettorie surreali dei fotoni tramite il fenomeno dell'entanglement quantistico, avvalorando così l'ipotesi di Bohm. L'esperimento viene effettuato da Aephraim Steinberg dell'Università di Toronto, in Canada, e da colleghi canadesi e australiani. | Risolto il paradosso delle traiettorie surreali dei fotoni tramite il fenomeno dell'entanglement quantistico, avvalorando così l'ipotesi di Bohm. L'esperimento viene effettuato da Aephraim Steinberg dell'Università di Toronto, in Canada, e da colleghi canadesi e australiani. |